# Великі Чорнокінці

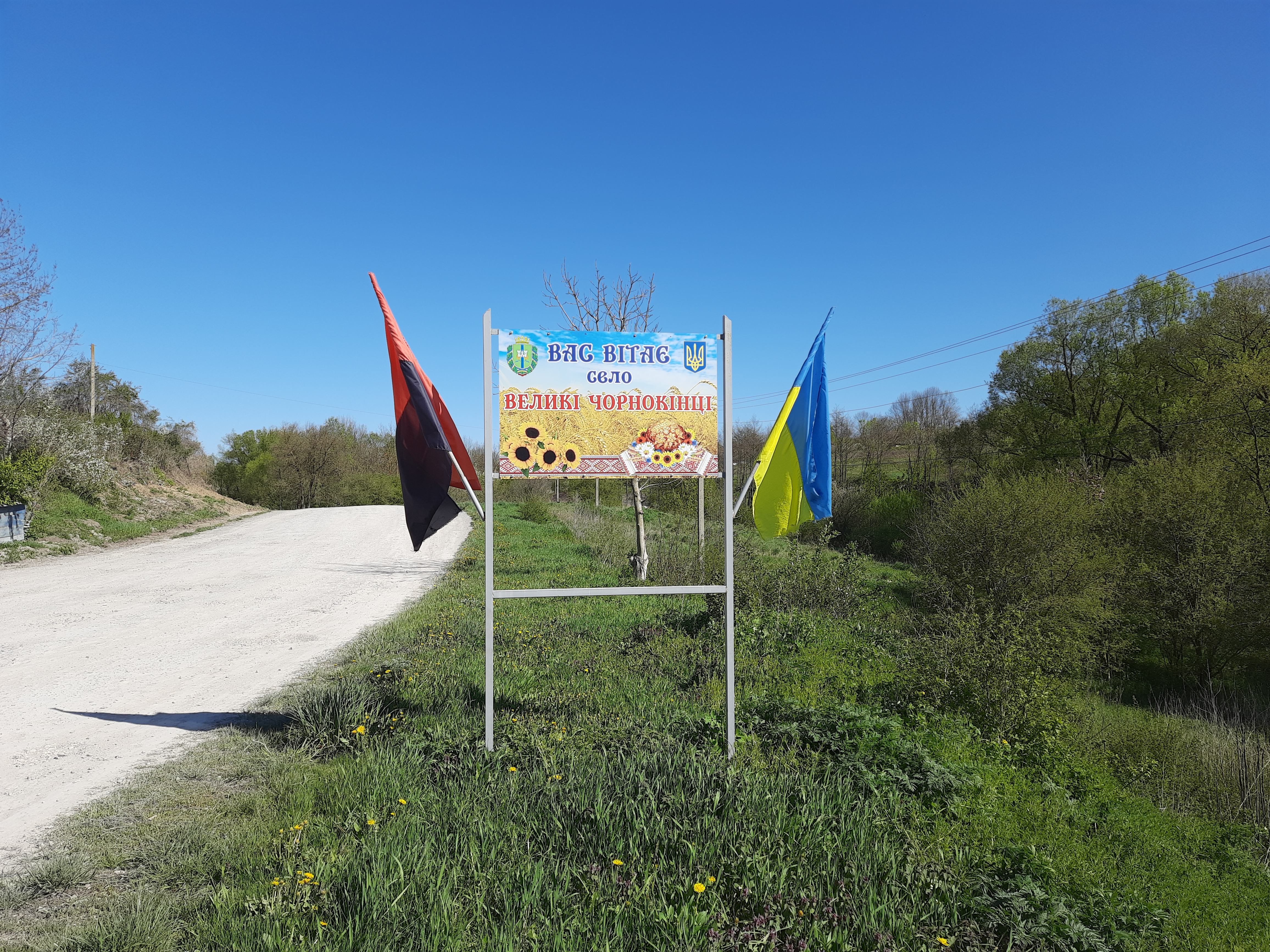
В'їзд у село

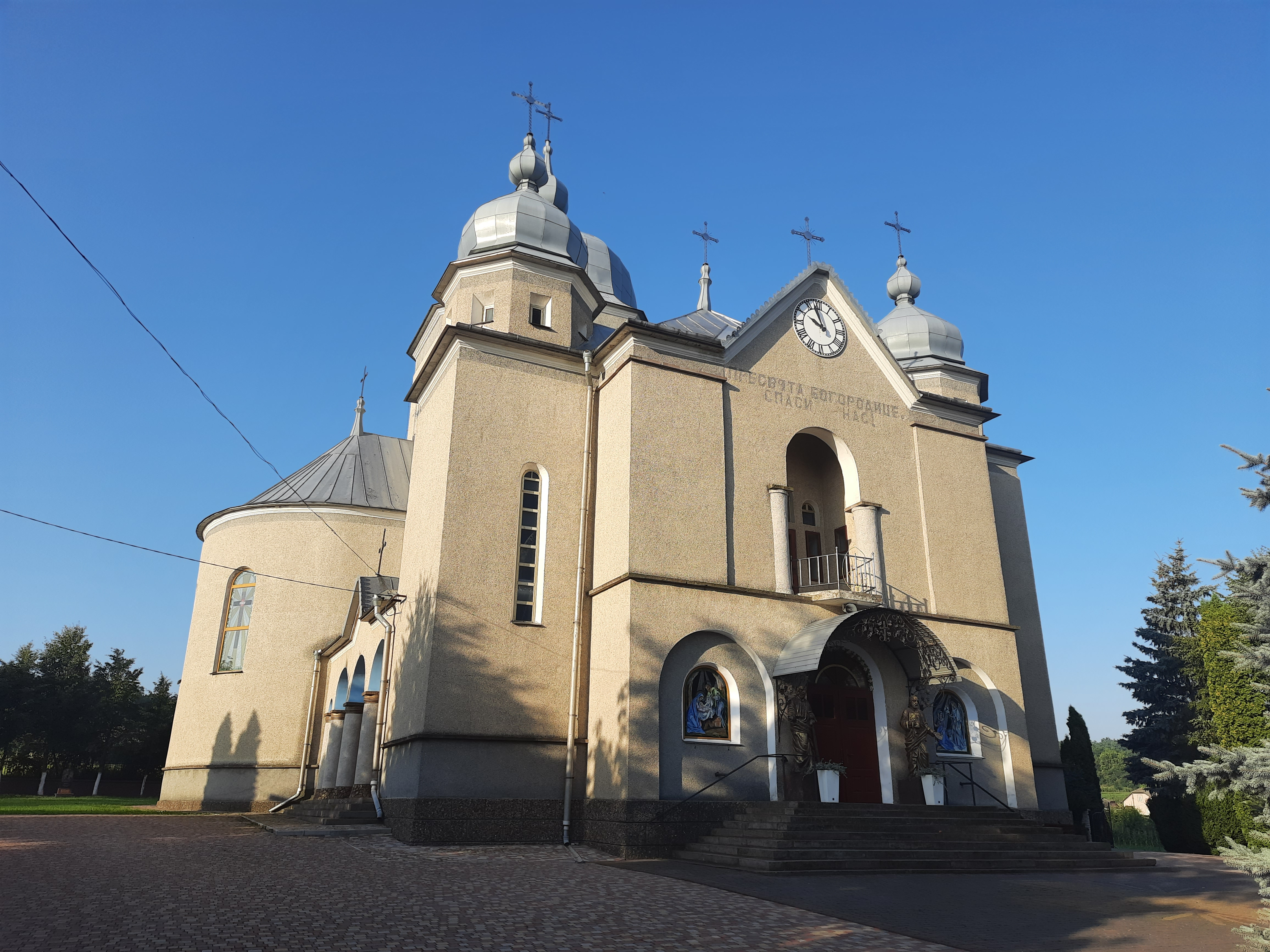
Церква Покрови Пресвятої Богородиці УГКЦ

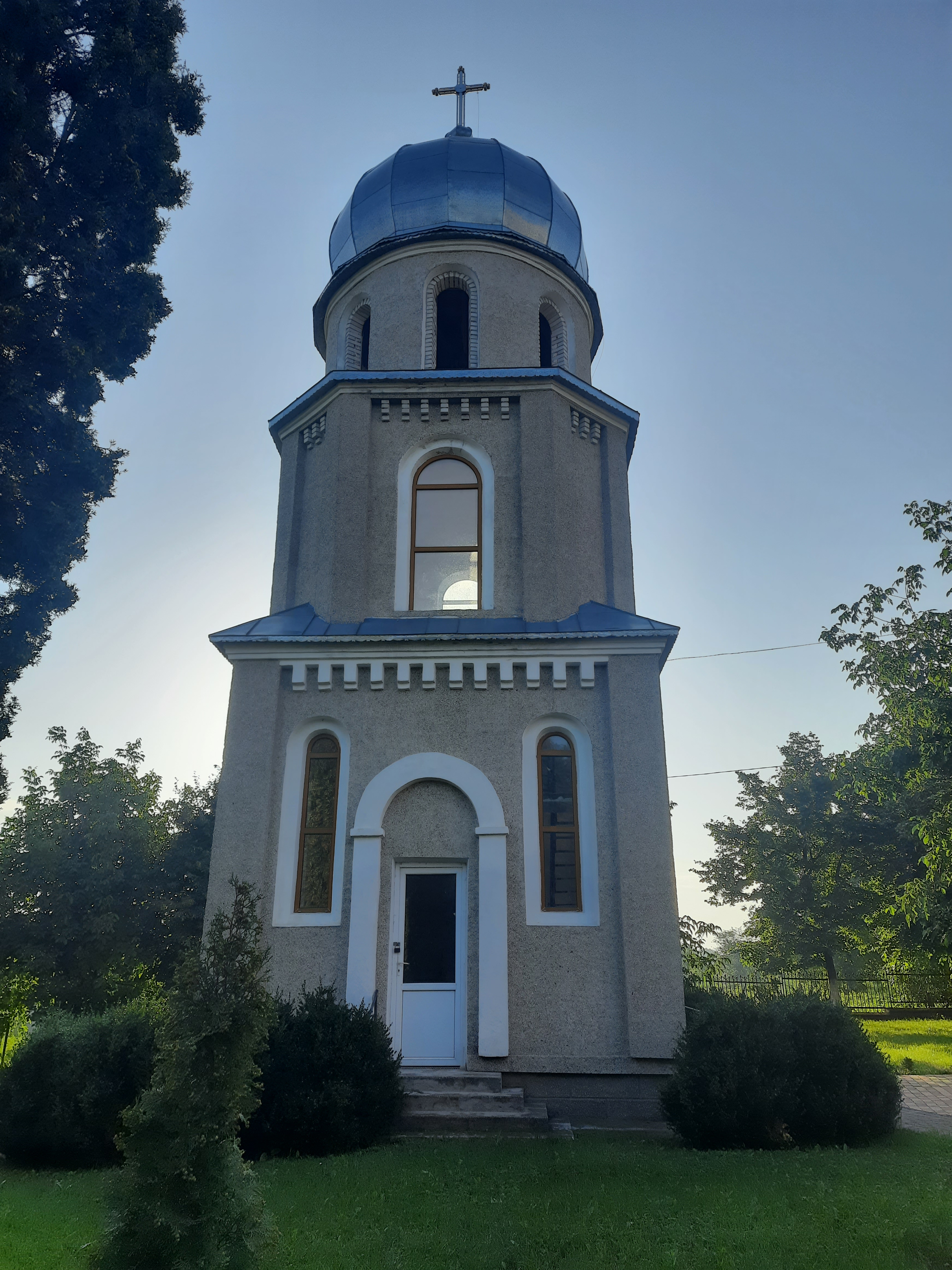
Дзвіниця Церкви Покрови Пресвятої Богородиці

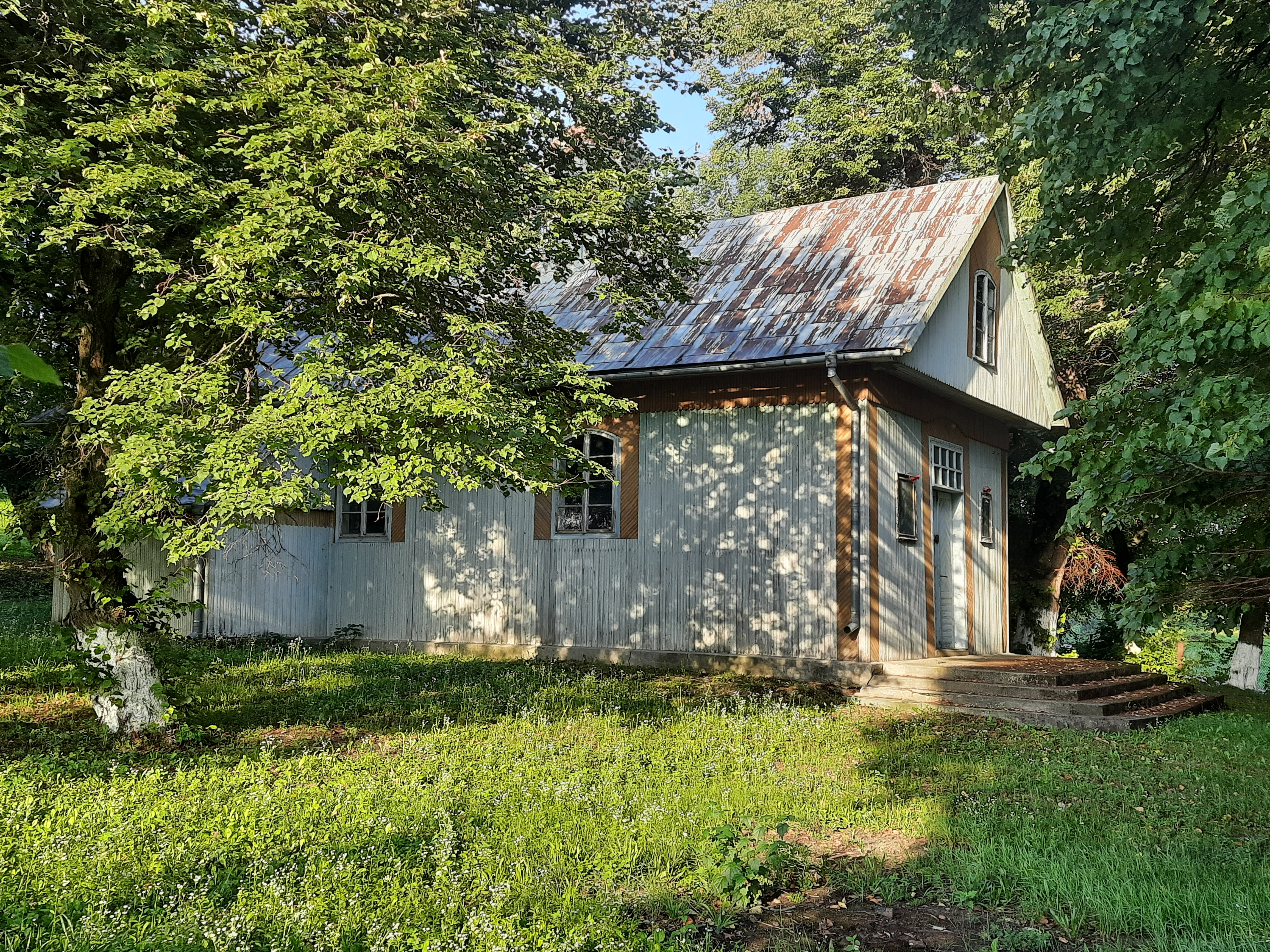
Дерев'яна каплиця Івана Хрестителя.

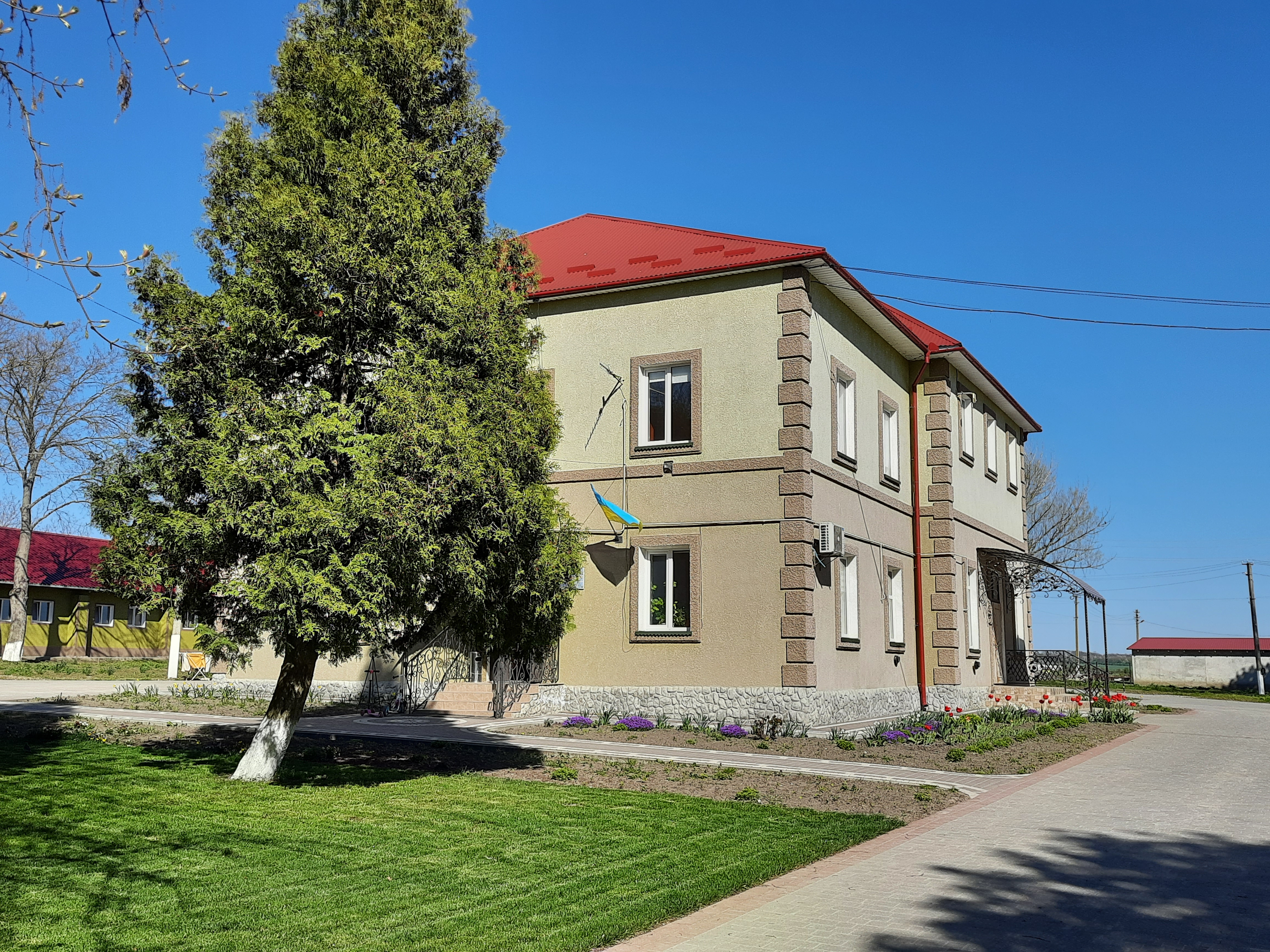
Будівля садиби ґрафів Козєбродських (ХІХ ст.),Зараз тут ПАП "Обрій"

Вели́кі Чорнокі́нці — село в Україні, у Колиндянській сільській громаді Чортківського району Тернопільської області. Адміністративний центр колишньої Великочорнокінецької сільської ради.

## Розташування
Розташоване за 35 км від районного центру і 17 км від найближчої залізничної станції Гадинківці.
Територія — 3,22 кв. км. Дворів — 421.

### Клімат
Великі Чорнокінці знаходяться в межах вологого континентального клімату із теплим літом. Але діяльність людини досить часто призводить до екоциду, поганих змін та глобального потепління. Рівень наповнення річок водою по області становить лише 20 % від необхідного стандарту, значна частина земної поверхні стає посушливою. Для покращення ситуації варто було б проводити ревайлдинг, відновлювати екосистеми та лісові насадження.

## Назва
За леґендою, до початку другої половини XVII ст. село називалося Боднарі, згодом — Чорні Коні. Під час холери виникла чутка: якщо село тричі оборати чорними волами, то хвороба зникне; оскільки у селі не було чорних волів, то вирішили здійснити це чорними кіньми. Може, саме тому село почали називати Чорнокінці. За іншою версією, у селі закінчувалася чорна земля, далі — глинка; тому й Чорнокінці. Є ще кілька версій походження назви села, проте вони схожі на викладені вище. Найдавніша, за переказами, частина села — «Під Лісом»

## Історія
На околицях села виявлено пам'ятки трипільської культури, поховання доби міді кінця 3–початку 2 тисячоліття до н. е. (дослідив польський археолог академік Адам Кіркор).
1413 року, 17 липня — перша писемна згадка про село, король Владислав ІІ Ягайло надає у володіння Анджею з Бабшина села Чорнокінці і Криве у Скальському повіті. А також згадується 28 лютого 1452 року в книгах галицького суду
1564 — село перебуває у власності Яна та Флоріана П'ясецьких, у селі є церква.
В «Акті розмежування (огляду меж) села Лопатівка з селами Чорнокінці, Гриньківці та ін. Подільського воєводства» згадана назва села в теперішньому варіанті — Чорнокінці (ЦДІА.–Ф. 134.–Оп. 1.– Спр. 605.– Арк. 83). Наступний документ з історії села датований 28 квітня 1649 р. Заява до Львівського ґродського суду про неможливість сплати податку селянами села Чорнокінці — у зв'язку зі спустошенням під час воєнних дій (ЦДІА.–Ф. 9.–Оп. 1.– Спр. 230).
1600: Чорнокінці — столиця маєтків шляхтичів П'ясецьких і Корабчевських. Від 1614 р. — власність панів Куропатніцьких, згодом — Шумлянських.
1671 — у Чорнокінцях перебував німецький мандрівник Ульріх фон Вердум, який залишив про село записи. Він, зокрема, засвідчив, що тут був замок, нині від нього не залишилося й сліду. Згадують про замок Александер Чоловський і Богдан Януш у книзі «Минуле і старовина Тернопільського воєводства». У Чорнокінцях побутує леґенда про перебування тут полковника Максима Кривоноса — сподвижника гетьмана Богдана Хмельницького.
До першої половини XIX ст. власниками чорнокінецького маєтку були Шумлянські, згодом Матильда Добек, Волянські, Богуцькі, Козєбродські. Пани Богуцькі мали фільварок у селі й у лісі Берестки. Там було поселення, так звана колонія — невід'ємна частина Великих Чорнокінців. На шляху між селом і колонією стояла «фіґура» св. Антонія — згодом знищена.
1848: у селі встановили пам'ятні хрести з нагоди скасування панщини; один із них, кам'яний, зберігся досі: стоїть біля дерев'яної церкви-каплиці під липами, на фундаменті старої дзвіниці (раніше стояв трохи лівіше, за читальнею збоку, «лицем» до заходу; — тепер там насипано могилу Борцям за волю України). Дубовий панщизняний хрест був і в Берестках, на колонії.
За Австрії та Польщі селом керували громадська рада та війт. До Першої світової війни війтами були Андрій Ластівка, Петро Данилишин, Федір Тудорів, Дмитро Галушка, Юрій Тудорів, Григорій Болонко (у часи ЗУНР). 1905 р. відбулося селянське віче. Житель села Павло Тудорів брав участь у Першій світовій війні на італійському фронті.
За статистикою, у Великих Чорнокінцях: 1900 р. — 2971 житель, 1910 — 3075, 1921—2875, 1931—2924 жите- лі; у 1921 р. — 583, 1931—627 дворів.
У липні 1917 р. через Великі Чорнокінці проходили Українські Січові Стрільці — після боїв біля сіл Куропатники (нині Бережанського району) та Конюхи (нині Козівського району), деякий час усусуси перебували у Великих Чорнокінцях. Із ними був отаман, відтак ґенерал-четар УГА Мирон Тарнавський.
1918 — воювати в УГА записалися мешканці села: Ілько Віслянський, Семен Галушка, Микола і Михайло Гукалюки, Петро Клапків, Федір Костецький, Михайло Процентний, Іван Пунак, Павло Рудий, Олексій і Петро Синенькі, Йосиф Стельмах, Петро Тихий, Василь Фафруник та ін.
1919 — у Чорнокінцях польський військовий підроз діл розстріляв вчителя-українця Володомира Слободяна та познущався над Іваном Бохонком.
1922 — в селі створено осередок УВО (співзасновник Іван Заваликут).
1929 — у селі створено осередок ОУН, до якого належали Володимир Божок, Антон Боровський, Іван Візнюра, Ярослав Ковальський, Дмитро Пунак, Петро Синенький, Дмитро Шимків.
1936 — в пошуках заробітків до Канади виїхало із села 19 осіб, до Арґентини — 3 мешканці.
1939 — більшовики ліквідували родове гніздо Богуцьких, ґрафа Козєбродського заарештували.
Протягом 1939—1941 рр. у Чортківській тюрмі органами НКВС замордовано місцевих мешканців Миколу Божка, Івана Галущака, Ярослава Ковальського, Івана Кулика, Романа Собківа та Степана Янішевського; 20–21 липня 1941 р. розстріляли в Умані Володимира Ільницького, Володимира і Михайла Клопотів, Петра Колоса, Андрія Процентного, Івана Хабу й Антона Шмиголя. Навесні 1941 р. у Великих Чорнокінцях радянська влада примусово створила два колгоспи (голови правління одного з них — Михайло Пазюк і Петро Галушка, іншого господарства — Іван Козоріз і Дмитро Коваль).
Від 7 липня 1941 р. до 23 березня 1944 р. Чорнокінці — під німецькою окупацією. Замість колгоспів нова влада організувала ліґеншафт. Під час нацистської окупації із села вивезли на примусові роботи до Німеччини Михайла Гевака, Василя Грабця, Євгенію Михайлик, Марію Петровську, Марію Собків, які згодом повернулися додому.
На початку літа 1943 р. через село пройшло радянське партизанське з'єднання С. Ковпака.
У 1943 р. Петро Хамчук («Бистрий») створив повстанську сотню, 1944 р. у родинному селі знищив групу енка- ведистів, розгромив маслоцех.
Протягом 1940–1950-х рр. загинули героїчною смертю понад 50 мешканців села, які належали до ОУН та УПА. В УПА воювали Євгенія Ангел, Петро Береза, Іван Боднар, Петро і Семен Божки, Григорій та Степан Галушки, Михайло Гапічук, Григорій і Петро Грабеці, Василь Гукалюк, Іван Гуменюк, Федір Данилишин, Євген, Зеновій та Михайло Довбенки, Володимир Ірха, Михайло Кіндзерський, Петро Клапків, Петро Коваль, Петро Колісник, Іван й Петро Манорики, Петро Мищій, Петро Поберенюк, Іван Сороцький та інші місцеві жителі.
У дивізії «Галичина» воювали Іван Бішко, Володимир Гукалюк, Михайло Кучер, Ярослав Пашківський, Іван П'єнтак, Іван Рейчук, Петро Собків та Петро Хамчук.
Під час німецько-радянської війни загинули або пропали безвісти у Червоній армії 110 мешканців села, серед них:
- Ізидор Бабій (нар. 1902),
- Михайло Бардецький (нар. 1905),
- Степан Береза (нар. 1915),
- Яків Березюк (нар. 1906),
- Іван Богач (нар. 1922),
- Михайло Божок (нар. 1908),
- Павло Боровський (нар. 1908),
- Степан Буняк (нар. 1901),
- Петро Величко (нар. 1910),
- Дмитро Галушко (нар. 1904),
- Михайло Галушко (нар. 1919),
- Петро Галушко (нар. 1912).

Коли нацисти відступали з Великих Чорнокінців, то підпалили село.
17 березня 1944 р. боївка УПА села вбила 8 німців і забрала від них зброю та обмундирування.
У 1946 р. до Великих Чорнокінців примусово переселили українців із земель, що відійшли до Польщі.
Протягом 1947—1950 рр. із села виселили у Сибір 32 мешканці.
До 1965 р. село поділене на Великі й Малі Чорнокінці, згодом їх об'єднали в один населений пункт. У середині 1990-х рр. знову поділили на Великі й Малі Чорнокінці.
1989 р. створено осередок НРУ (голова Михайло Ірха).
Наприкінці 1990-х–на початку 2000-х рр. багато жителів села виїхали на заробітки до Греції, Італії, Іспанії, Португалії, Канади, США.
В селі є залишки палацу ґрафів Козєбродських (ХІХ ст.), також над ставом збереглася частина панського будинку. Колись це був палац, який 1944 р. — спалили партизани (за переказами, радянські ковпаківці).
З 29 липня 2015 року Великі Чорнокінці належать до Колиндянської сільської громади.
12 червня 2020 року, відповідно до розпорядження Кабінету Міністрів України № 724-р «Про визначення адміністративних центрів та затвердження територій територіальних громад Тернопільської області» увійшло до складу Колиндянської сільської громади.
19 липня 2020 року, в результаті адміністративно-територіальної реформи та ліквідації Чортківського району (1940—2020), увійшло до складу новоутвореного Чортківського району.

## Релігія
- церква Покрови Пресвятої Богородиці УГКЦ (1996; збудована за проєктом львівського архітектора Івана Левинського);
- костел Пресвятого Імені Пресвятої Діви Марії (1878; зруйнований в 1940-х).

Каплиці
- святої Покрови;
- Пресвятої Богородиці (біля джерела з цілющою водою; 2012)
- дерев'яна каплиця Івана Хрестителя (сьогодні, не діюча)

## Пам'ятники, меморіали
- Пам'ятник (погруддя) Тарасу Шевченку (1962);
- Пам'ятник Івану Франку (1959)
- Пам'ятник воїнам-односельцям, полеглим у німецько-радянській війні 1941-1945 рр. (1972);
- Пам'ятний хрест на честь скасування кріпацтва у Австро-Угорщині (1848) та інші пам'ятні хрести;
- Символічний курган-могила «Борцям за волю України» (1991).

## Населення
| 2971 | 3075 | 2875 | 2924 | 1038 | 970 |

### Мова
Розподіл населення за рідною мовою за даними перепису 2001 року:
| Мова       | Кількість | Відсоток |
| ---------- | --------- | -------- |
| українська | 1217      | 99.75%   |
| російська  | 2         | 0.17%    |
| гагаузька  | 1         | 0.08%    |
| Усього     | 1220      | 100%     |

## Соціальна сфера
Працювала пошта, станиця жандармерії (поліції). Діяли філії товариств «Просвіта», «Луг», «Сокіл», «Союз Українок», «Сільський господар», «Рідна школа» та ін.
Протягом 1932—1933 рр. у Великих Чорнокінцях збудовано молочарню «Маслосоюзу» (голова надзірної ради Федір Сорока), де виготовляли масло й відправляли до Чорткова, там його упаковували і доставляли до Львова.
25 серпня 1947 р. відновлено колгосп. 1957 р. у Великих Чорнокінцях відкрили швейну майстерню, яка діяла до 1970-х рр.; згодом відновила роботу лазня, почав діяти побуткомбінат. У 1960–1970-х рр. в клубі функціонували хор, аматорський драматичний гурток.
У 1980-х рр. споруджено двоповерховий Будинок торгівлі, у якому були розташовані продовольча, промислова і господарська крамниці, кондитерський цех, їдальня; розпочато зведення Будинку культури; відновив роботу млин; діяв дитячий садок.
Нині працюють школа, бібліотека, дитячий садочок, Будинок культури, амбулаторія загальної практики та сімейної медицини, поштове відділення, 5 торгових закладів, млин, ПАП «Весна», ПАП «Вигін», ПАП «Калина», ААГ «Великочорнокінецьке», ПАП «Магнолія», ПАП «Надія», ПАП «Обрій» (від 2000; директор Степан Данилишин), фермерські господарства «Кучер» і «Нічлава»

### Бібліотека
У книгозбірні в 1898 році — 250 книг, 1900 — 295, 1908 — 353, 1926 — 280, 2021 — 800.
Перша писемна згадка про сільську бібліотеку датується 22 грудням 1897 роком, коли чорнокінецький священник о. Петро Міцьковський написав листа до Львівського відділу «Просвіти». Це була читальня Товариство імені Михайла Качковського.
12 березня 1898 року «Просвіта» надала безкоштовно 37 примірників книжок і брошур. 25 цього ж року о. Міцьковський найактивніший і найосвіченіший просвітянин у селі, пише лист до Львівського відділу «Просвіти»: «За уділені нам даром книжечки 37 примірників вартості 6 злотих римських 56 корон і ласкаво переслані по причині уконституювання читальні «Просвіти» складаємо сим сердечно подяку.».
Окремого приміщення для читальні в селі ще на той час не було. За інформацією «Чортківської округи», друга читальня «Просвіти» приміщувалась перших 10 років у винайманих селянських кімнатах. Читальня найперше була в хаті пана Грабця. Туди сходилися кілька селян і читали газети. Також діяв аматорський кружок.
У 1900 році читальня передплачує «Свободу», «Руське слово», а «Діло», «Народний часопис», «Місіонар», «Господар» додає священник.
У роки Першої світової війни, а далі і визвольних змагань, читальня «Просвіти» у селі не працювала.
У 1923 році кімнати читальні було значно поширено, добудовано і виготовлено салю на аматорські вистави.
16 квітня 1925 року Василь Остапчук подає цікаві дані про Шевченківське свято у Великих Чорнокінцях: «12 квітня в неділю відбувся в селі Чорнокінці Великі концерт у честь Тараса Шевченка… концерт відбувся спільними силами шкільної дітвори Кривенького і великих Чорнокінців.».
12 травня 1936 року відділ читальні «Просвіта» постановив у час польових робіт подбати про дітей — відкрити сезонний садочок на час від 1 червня до 1 листопада 1936 року. Два літніх сезони «Просвіта» вела опіку та виховання дітей.
У 1938 році читальня «Просвіти» перейшла в дім кооперативи «Будучність» — Народний дім в центрі села.
У 1939 році читальня «Просвіти» припинила своє існування у Великих Чорнокінцях. 26 лютого 1939 року відбулися останні збори читальні.
Під час Другої світової війни бібліотека працювала з переривами тому що, в приміщенні бібліотеки, коли переходила передова зупинялися стрибки. Книжки бібліотеки переховували по домівках. Після закінчення воєнних дій бібліотека відновила свою діяльність. У бібліотеці працював драматичний гурток, музичний, хоровий.
Працював клуб за інтересами: «Природолюби», «Паростки надії», «Чомучки», «Едельвейс» та гуртки: «Вишиванка», «Умілі ручки», «Книжкова лікарня».
До 2016 року бібліотека була філіалом Чортківської районної централізованої бібліотечної системи Чортківської районної ради.
Від 2016 року перебуває у підпорядкуванні Колиндянської сільської громади.
Голови, завідувачі:
- о. Петро Міцьковський (голова, до 1926),
- о. Лев Ольшанський (голова, 1926—1927),
- Бохонко Гринько (1927—1928),
- Клюх Гринь (1928—?)
- Кільчицький Петро (до 1939),
- Клим Степанія Ільківна (1952—1972),
- Рожанська Марія Петрівна (1972—1997),
- Гукалюк Світлана Романівна (від 1997).

Бібліотекарі:
- Фафруник Павло (1926—1927),
- Собків Петро (1927—1928),
- Харовський Степан (1928—1933),
- Бойчишин Іван (1934—1938).[10][12]

## Відомі люди

### Народилися
- Федір Боднар (1933—1988) — історик, педагог;
- Візнюра Микола (1897—1982) — військовик, фермер, громадський діяч, хорунжий УГА;
- С. Галушка (псевдо «Остап») — окружний провідник СБ ОУН і УПА;
- Степан Данилишин (нар. 1961) — український підприємець;
- Марія Довгошия-Фафруник (1961 р. н.) — журналіст, публіцист, редактор, літератор, громадський діяч;
- Петро Довгошия (нар. 1956) — педагог, літератор, заслужений журналіст України, громадський діяч;
- Франко Керніцький (1909—1989) — релігійний діяч;
- Михайло Клапків (1949—2002) — вчений у гаузі страхової науки, педагог;
- Василь Коваль (нар. 1973) — краєзнавець, правник;
- Петро Колісник (псевдо «Черник», «Ігор»; 1927—1953) — учасник національно-визвольних змагань, військовик, діяч ОУН і УПА;
- Стефанія Кульчицька-Пожарнюк (1912—1989) — майстриня-вишивальниця;
- Тарас Кучмій (1995-2024) — український військовик, учасник російсько-української війни[13].
- Василь Ляхович (нар. 1927) — вчений у галузі медицини;
- Руслан Орел (1979-2023) — український військовик, учасник російсько-української війни[14].
- Іванна Синенька-Іваницька (1897—1988) — оперна і концертно-камерна співачка (сопрано) у Німеччині;
- Петро Синенький (1901—1984) — учасник національно- визвольних змагань, лікар, громадський діяч (Польща);
- Ганна Тиха (1920—2005) — господарниця, громадська діячка;
- Петро Хаба (1903—1964) — підприємець, громадський діяч (Канада);
- Петро Хамчук (псевдо «Бистрий»; 1919—1947) — військовик, діяч ОУН і УПА;
- Юрій Червоняк (нар. 1956) — господарник, поліграфіст.

### Проживали
- Гіясуддін Шіхмагомедов (1960-2020) — учасник війни, уродженець Дагестану.

## У літературі
Петро Довгошия видав книгу «Магія Чорних Кінців: Історико-публіцистичний нарис» (К.; 2006; частина 1).

## Світлини

Сільська Контора Великі Чорнокінці
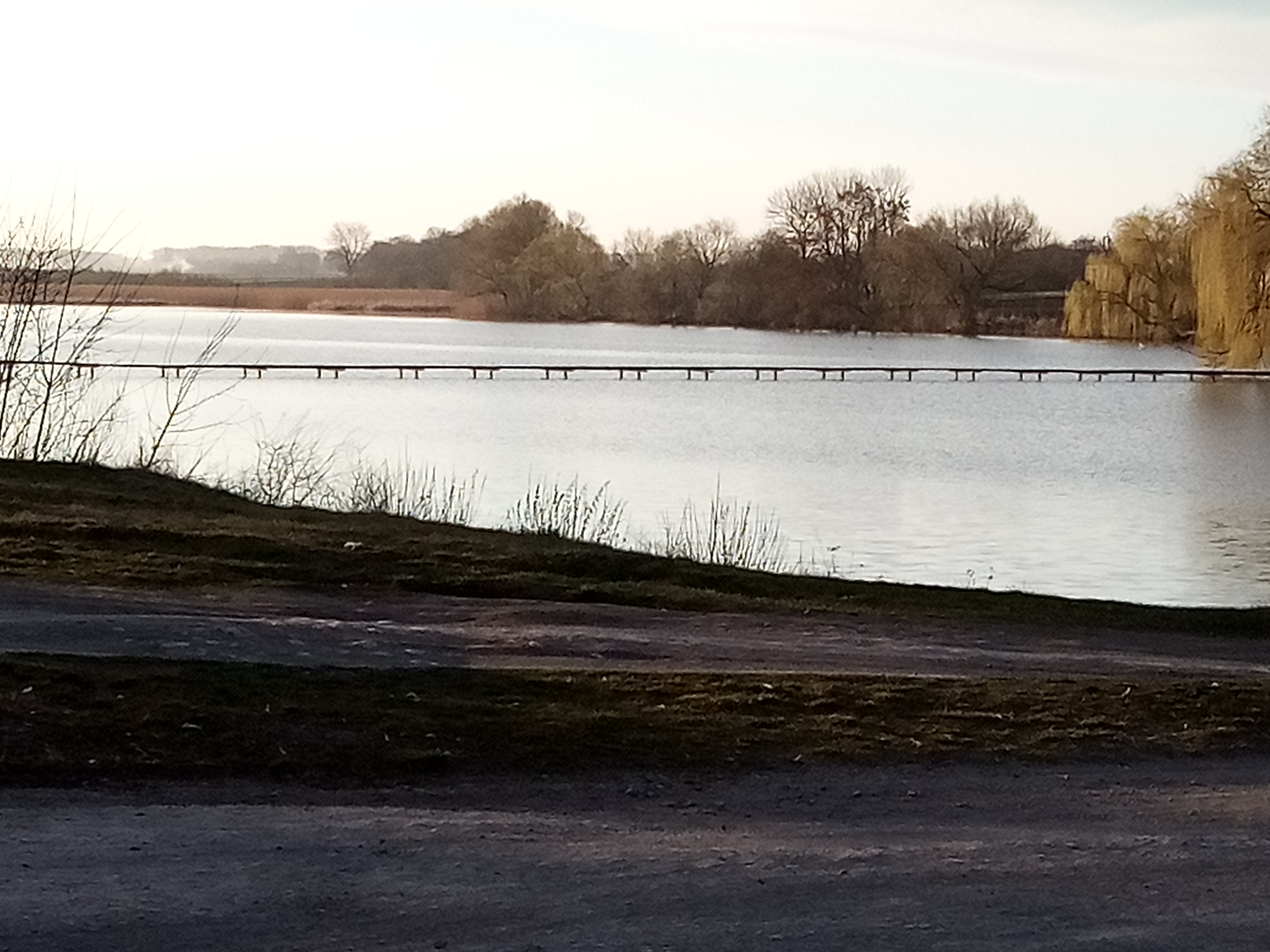
Краєвид Сільського Ставу Великі чорнокінці
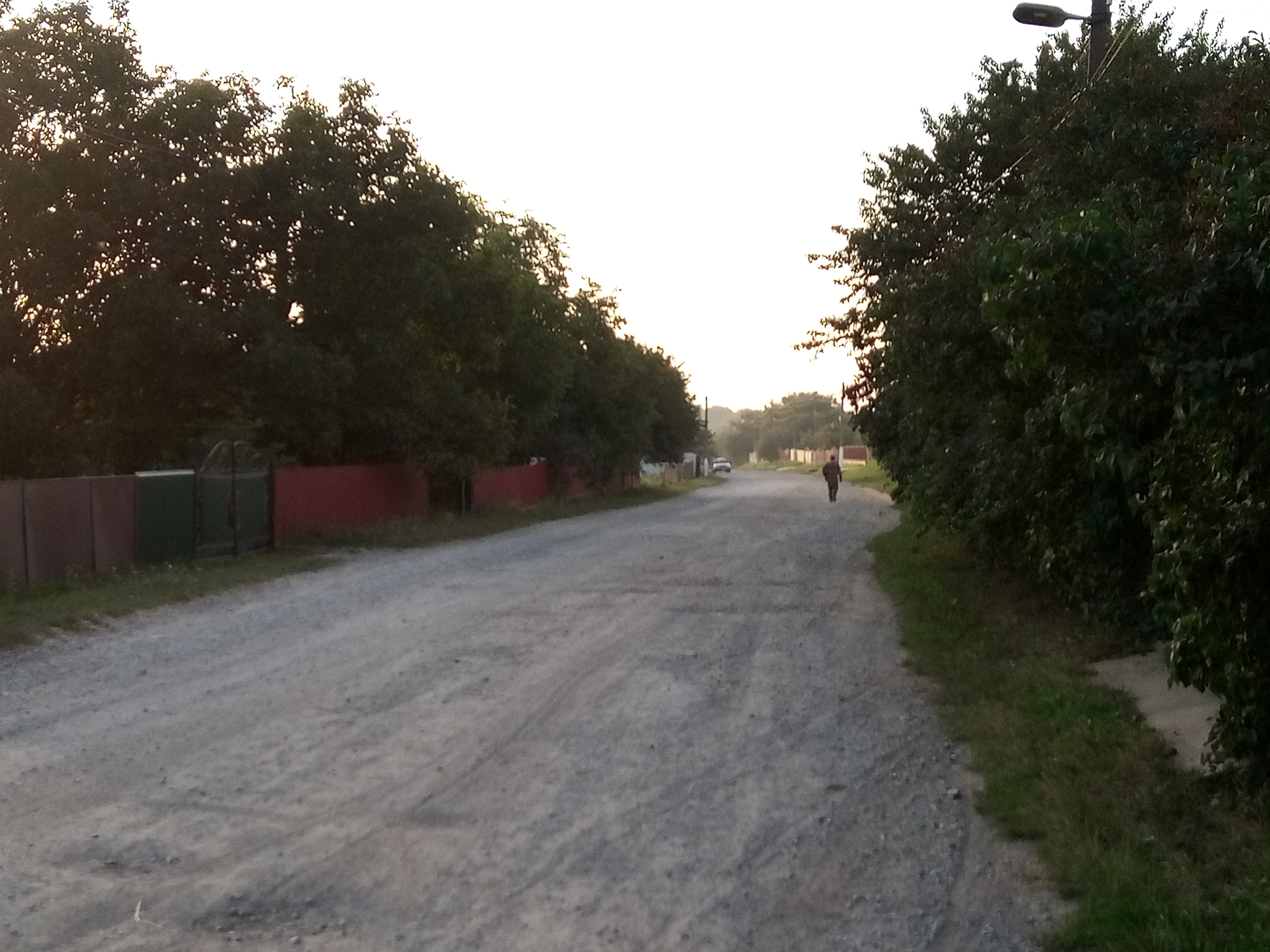
Вулиця Курніка ( Мазуривка)
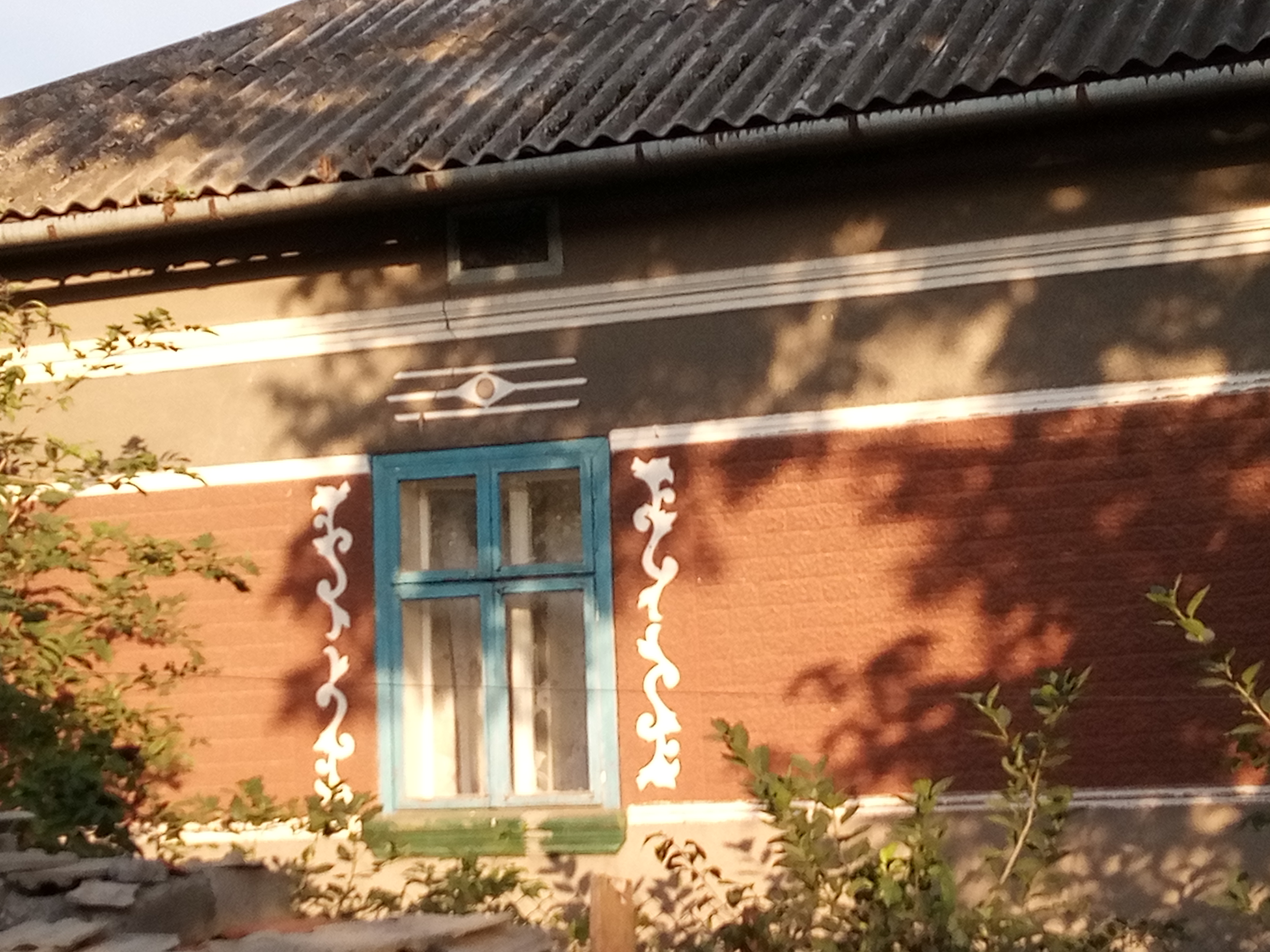
Будинок Великі Чорнокінці
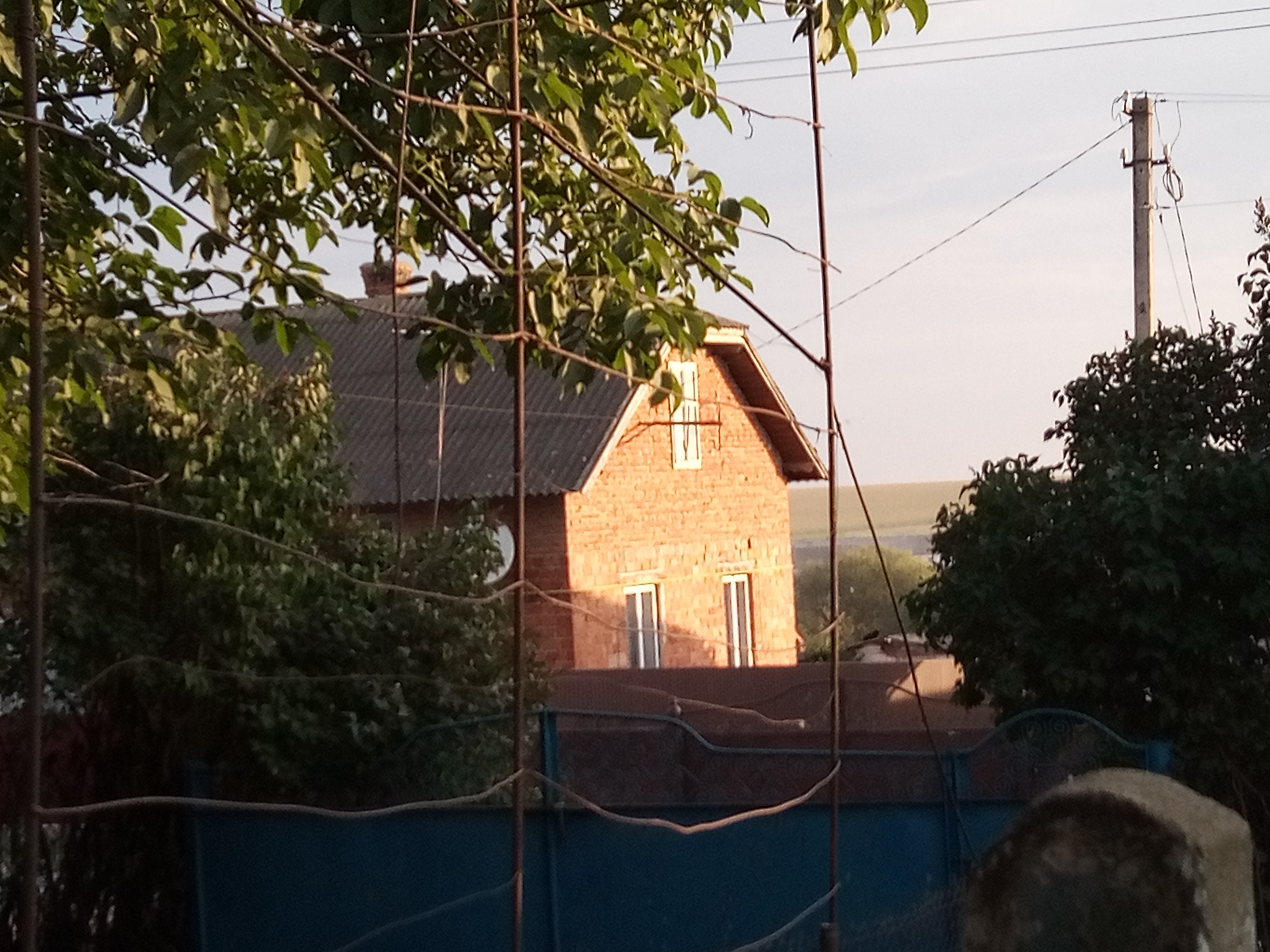
Будинок Великі Чорнокіні
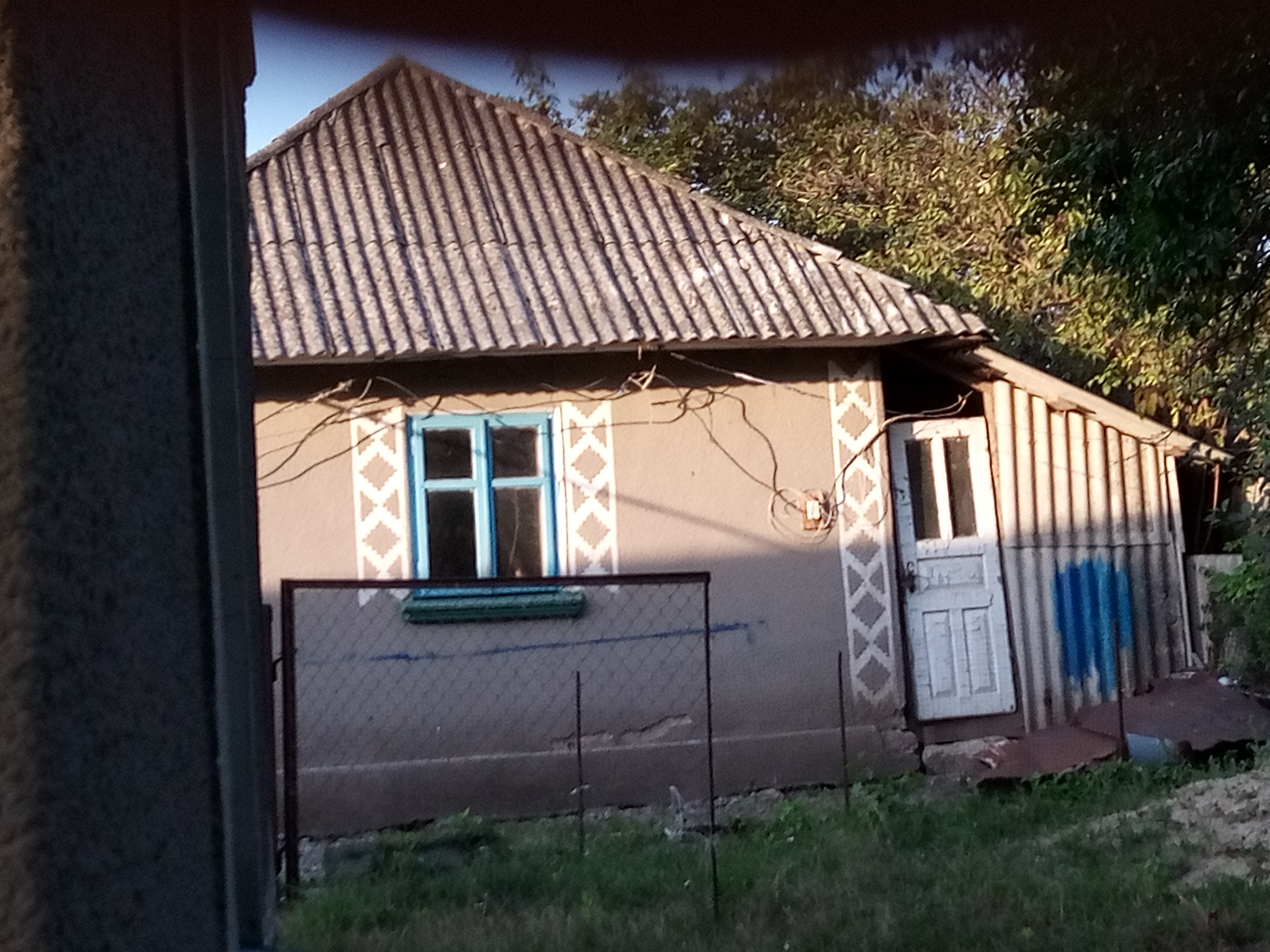
Будинок 1930 років
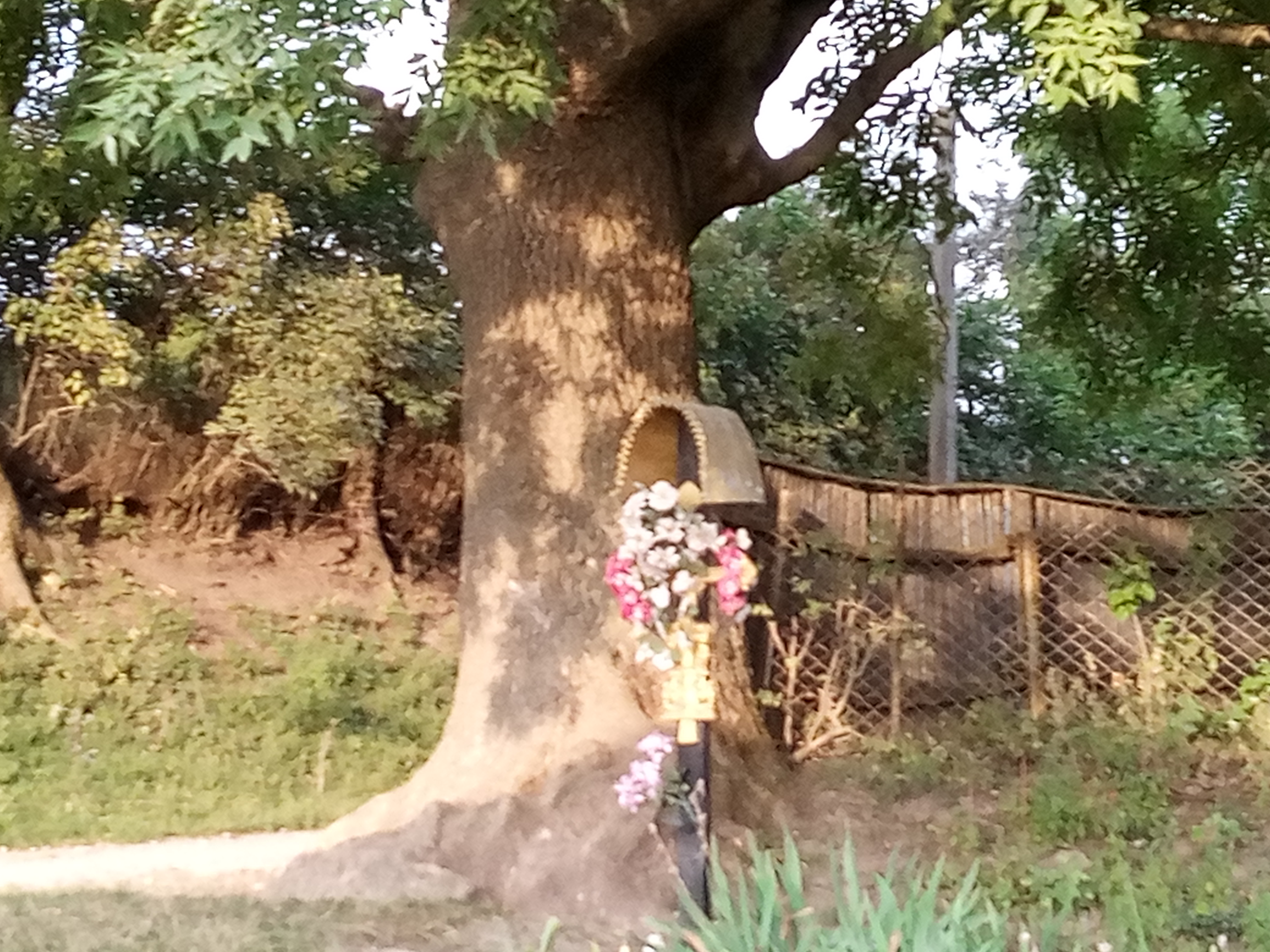
Придорожнії Христ Великі Чорнокінці
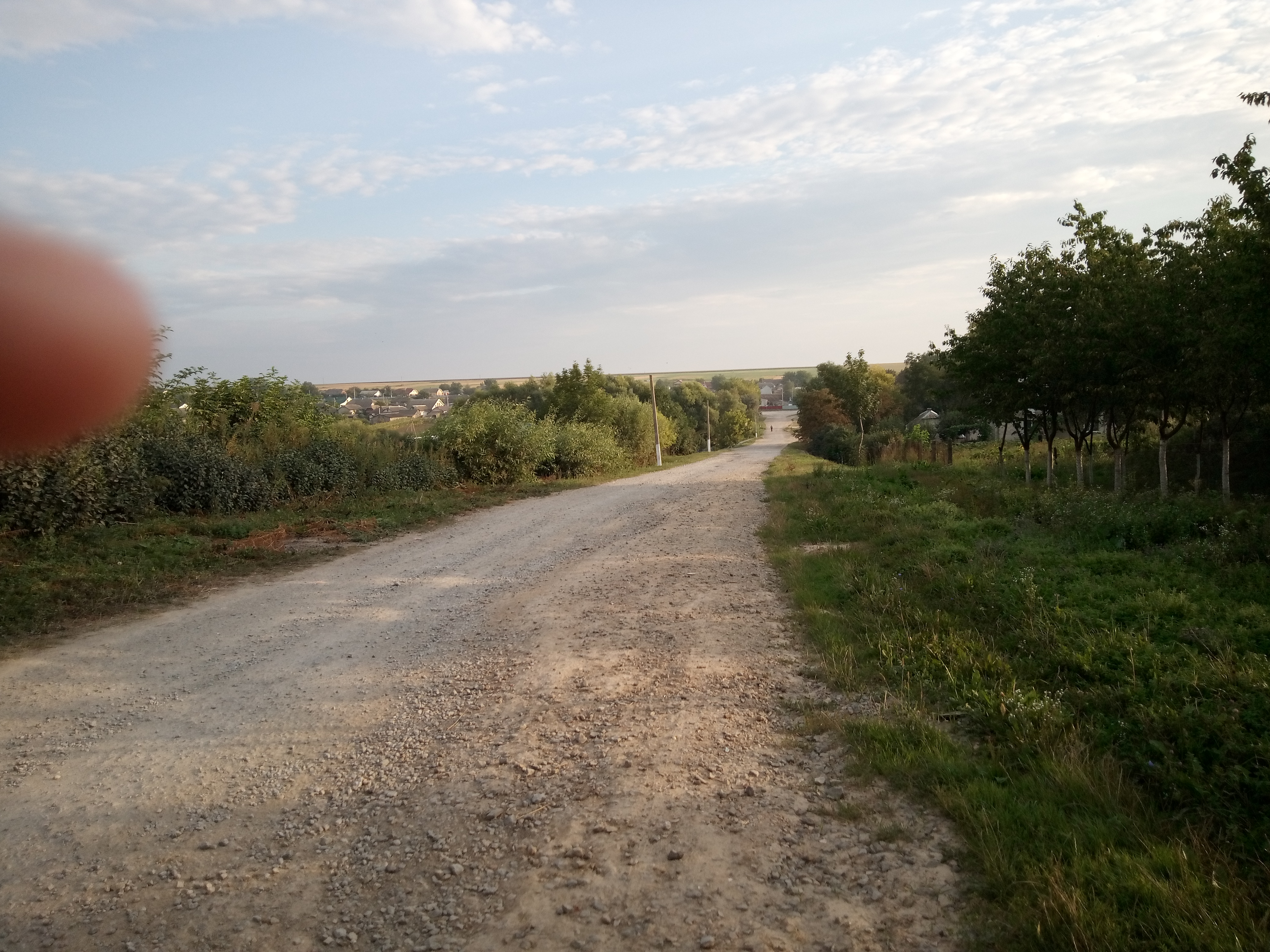
Вулиця Наставна
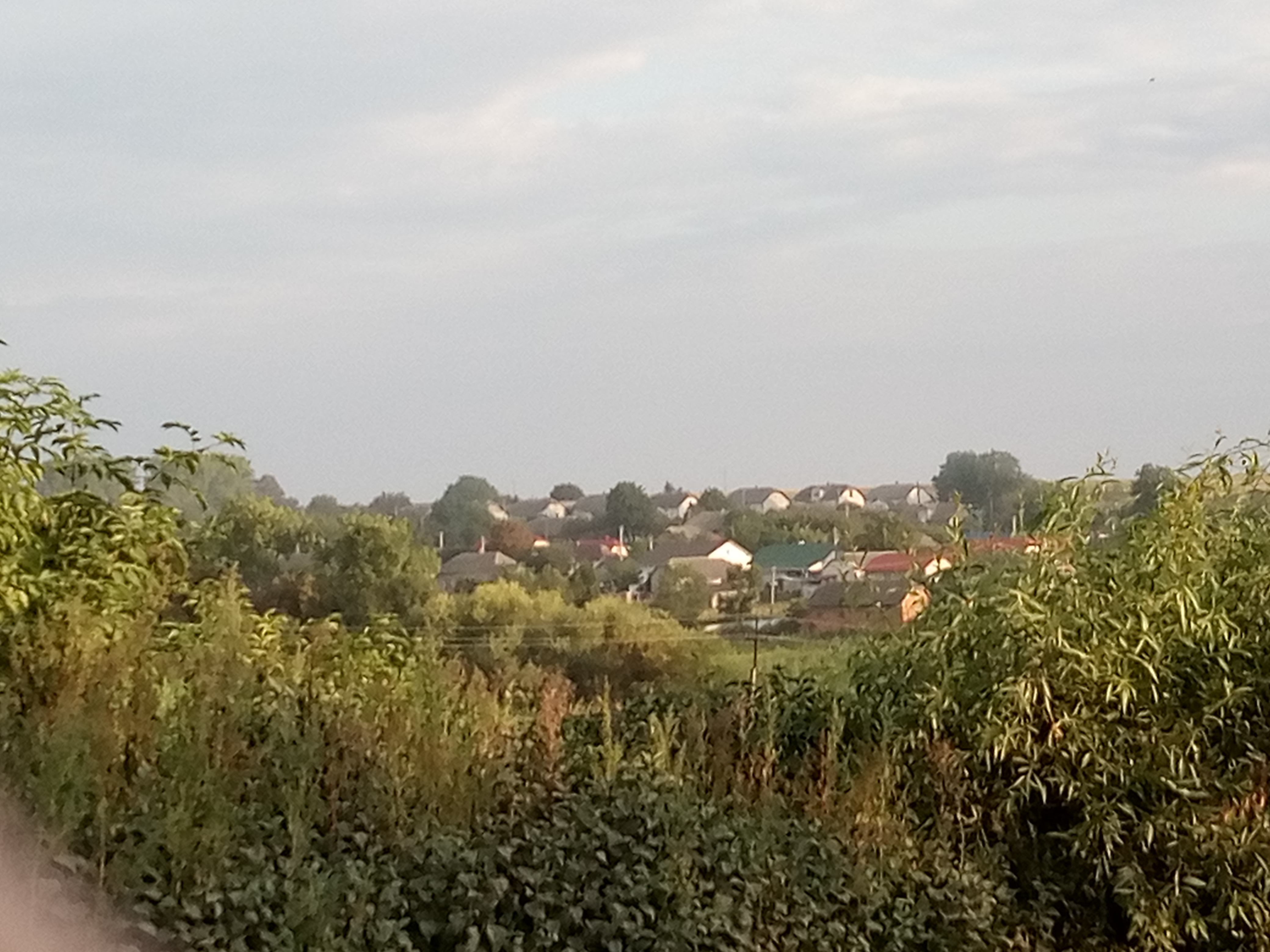
Краєвид Села Великі Чорнокінці
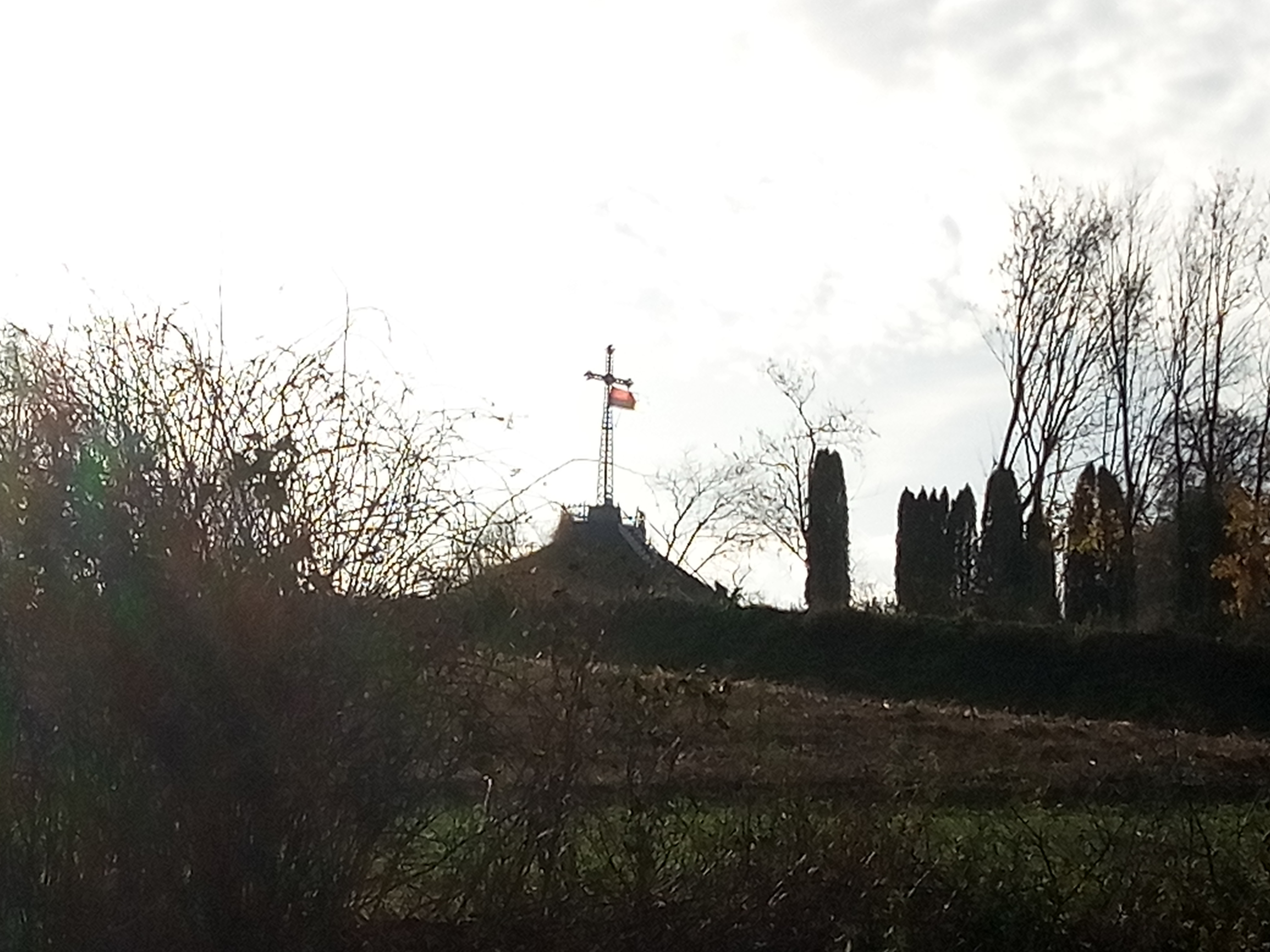
Символічна Могила УПА і Хамчук Петра
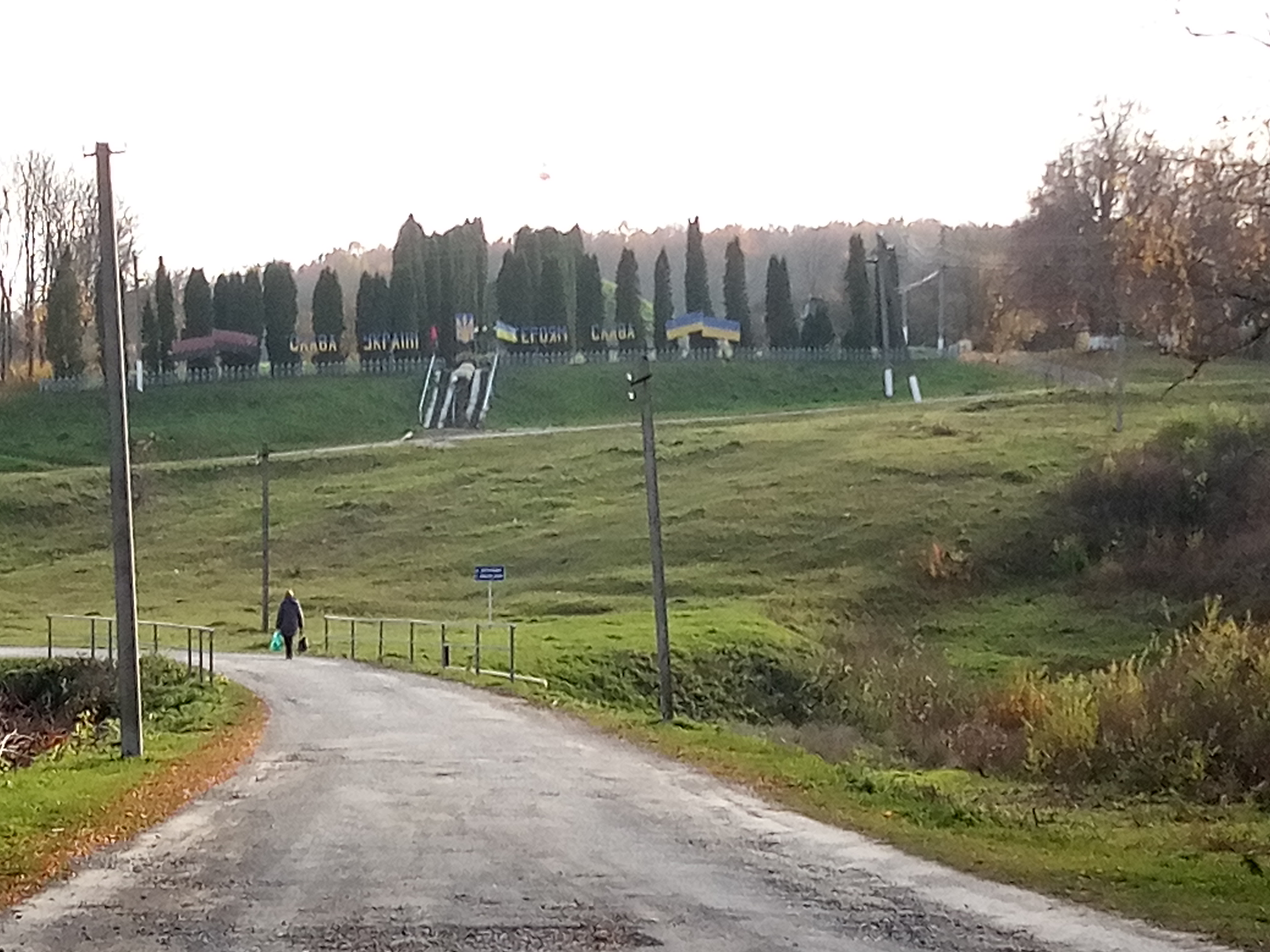
Могила УПА
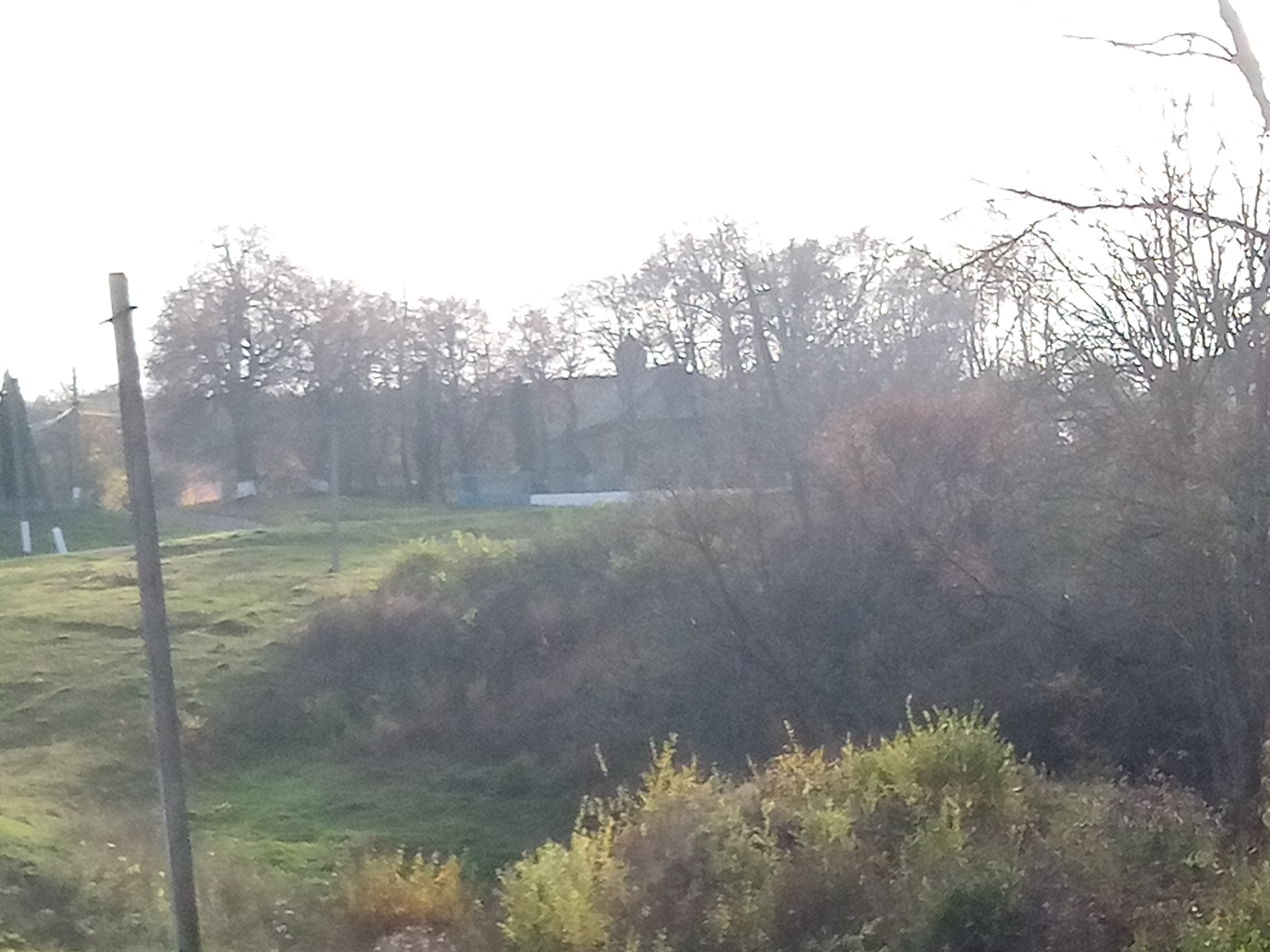
Храм Різдва Святої Марії Дерев'яний
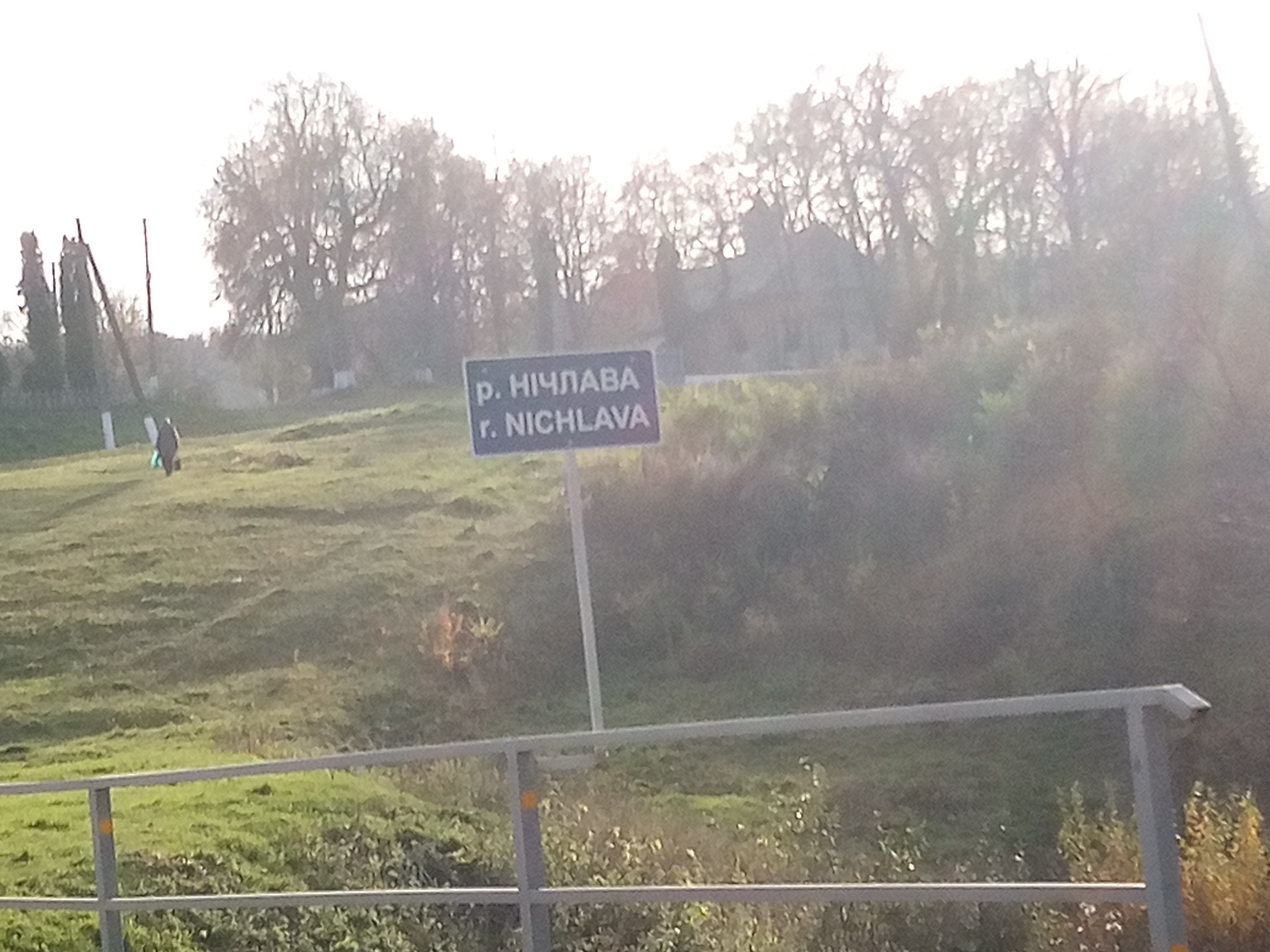
Знак Річки Нічлава
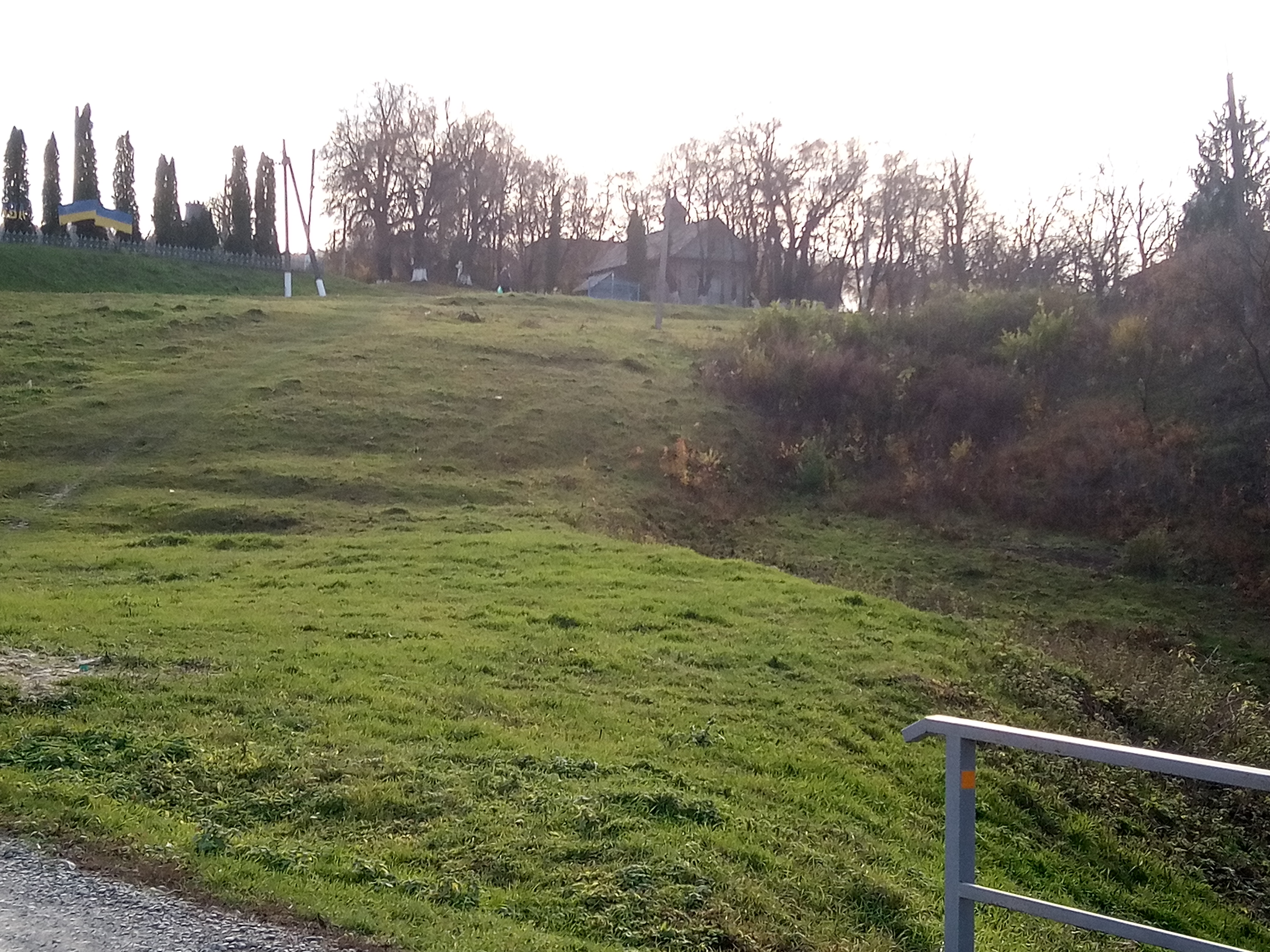
Стара Частина Села Великі Чорнокінці
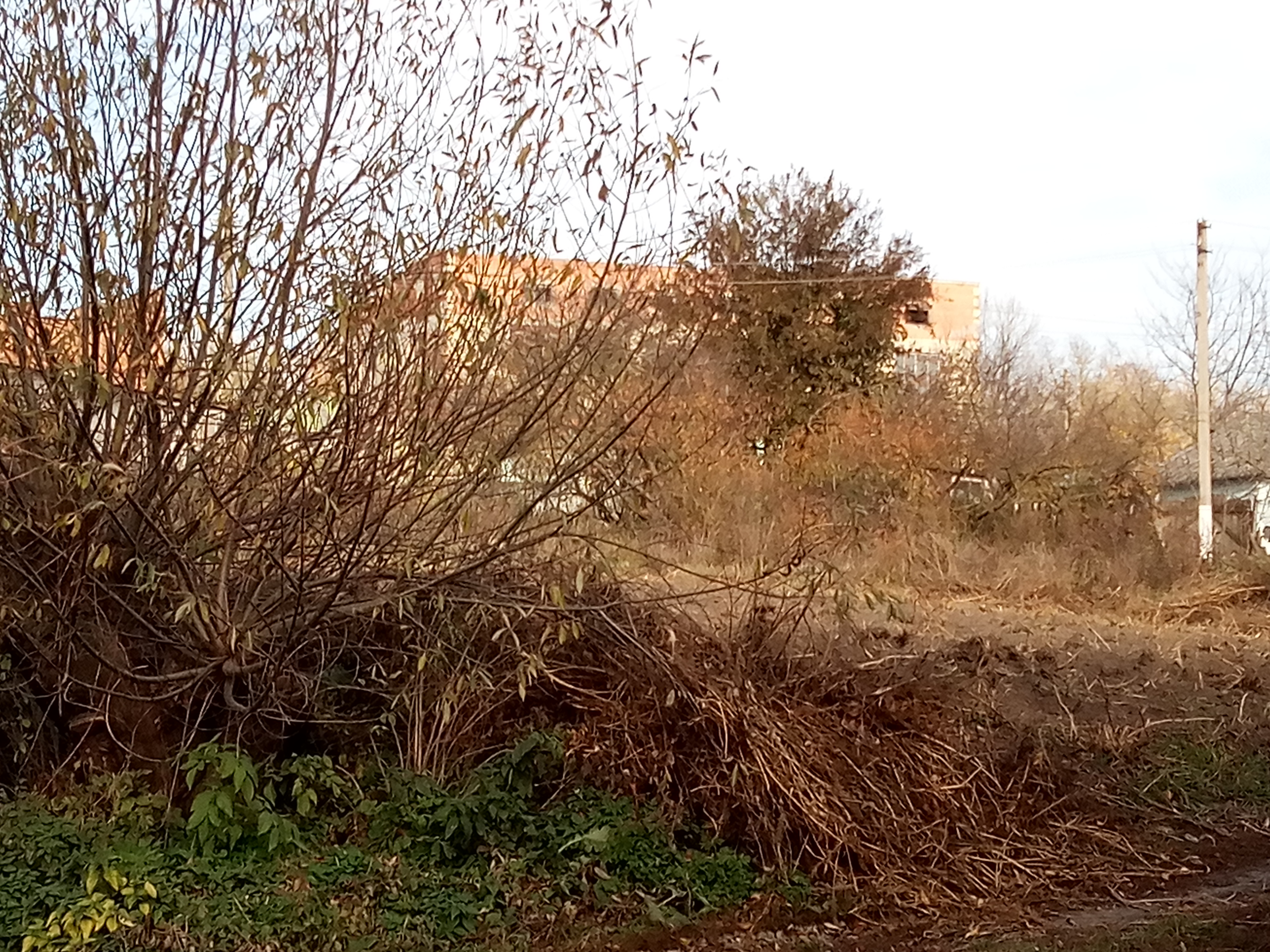
Радянський Торговий Центр Великі Чорнокінці
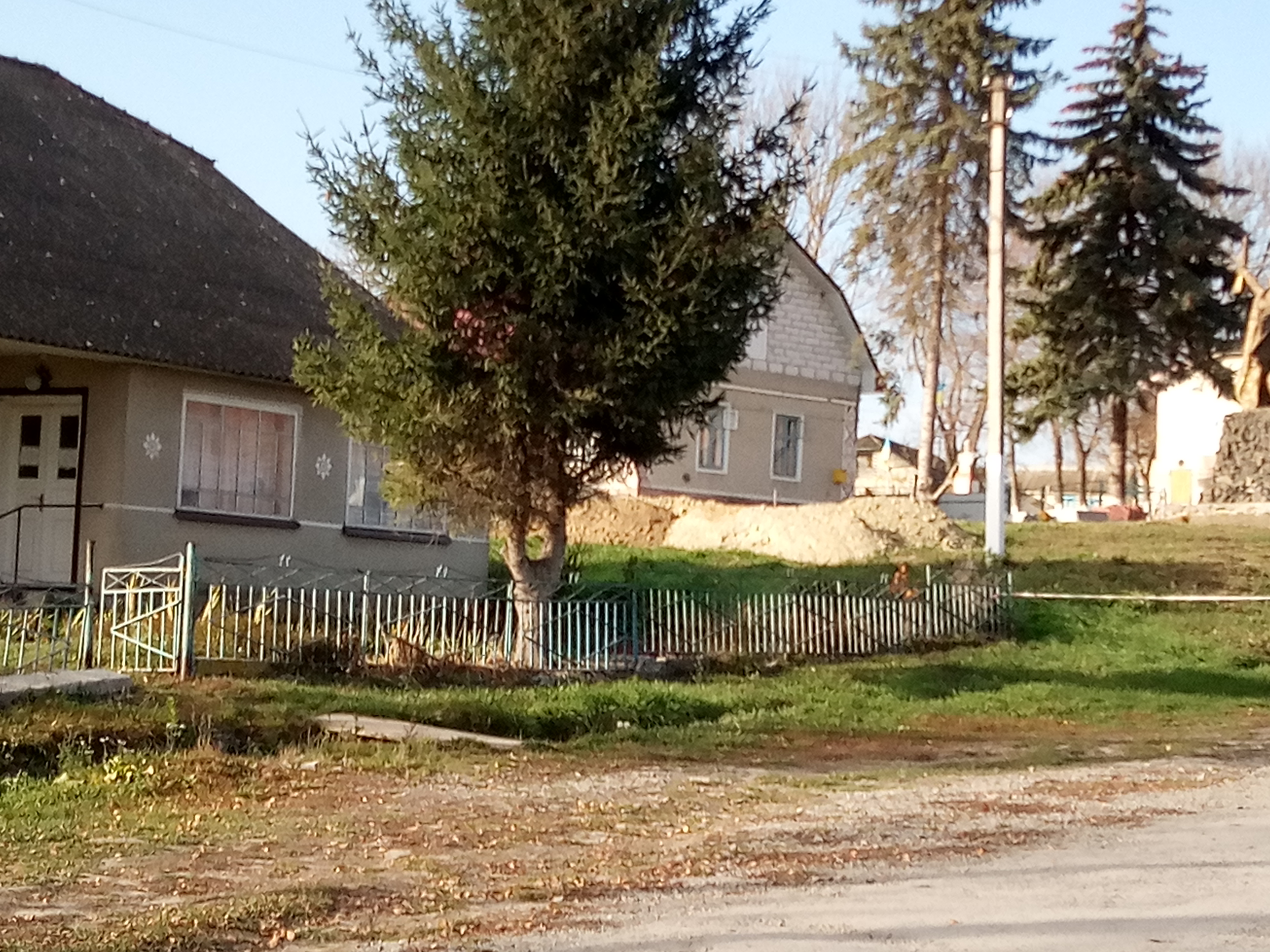
Будинок Культури ФАП І Колишня Сільрада Тепер УКР Пошта Великі Чорнокінці
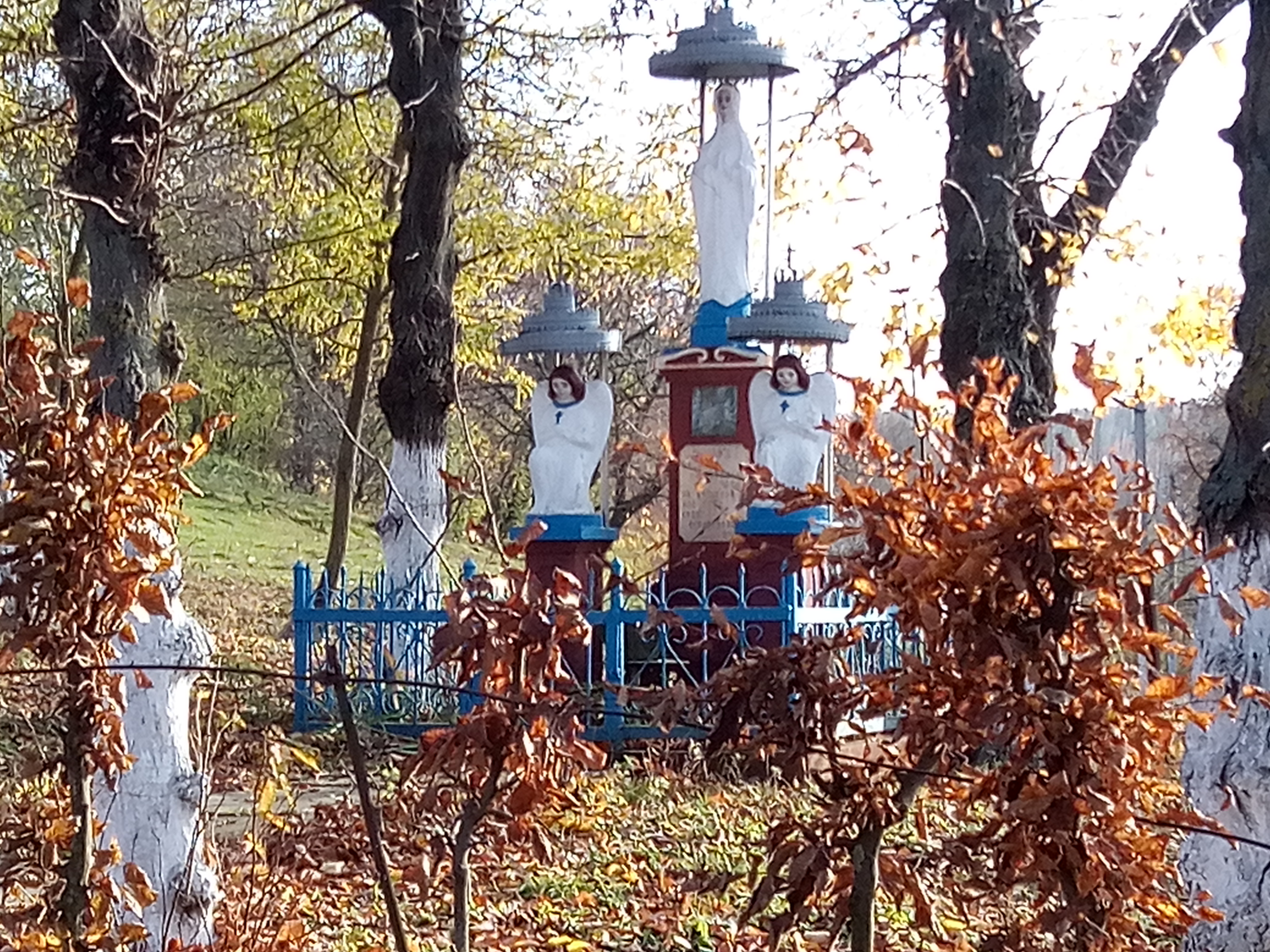
Придорожня Статуя Діви Марії
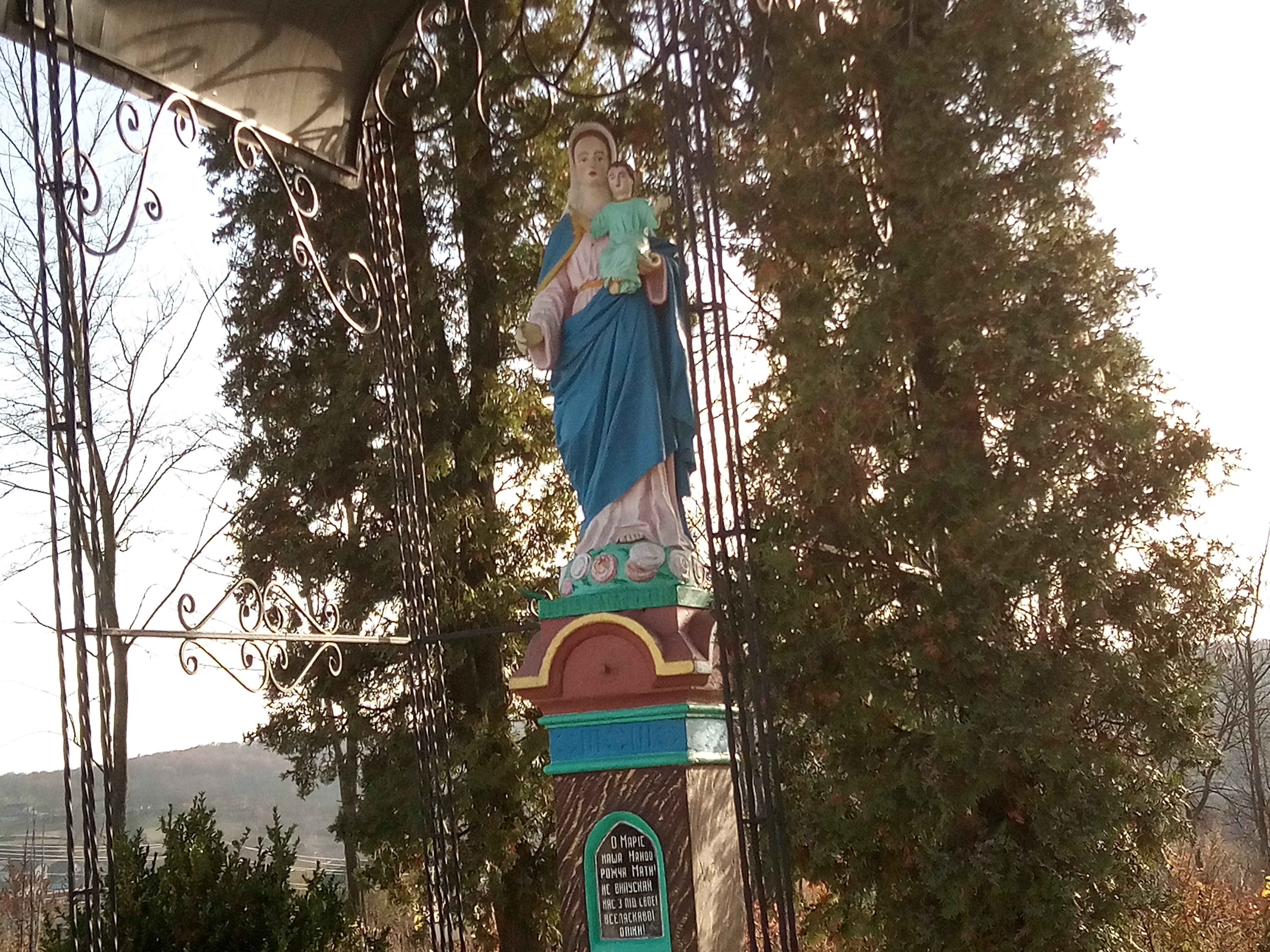
Статуя Діви Марії На  Цвинтарі Великих Чорнокінців
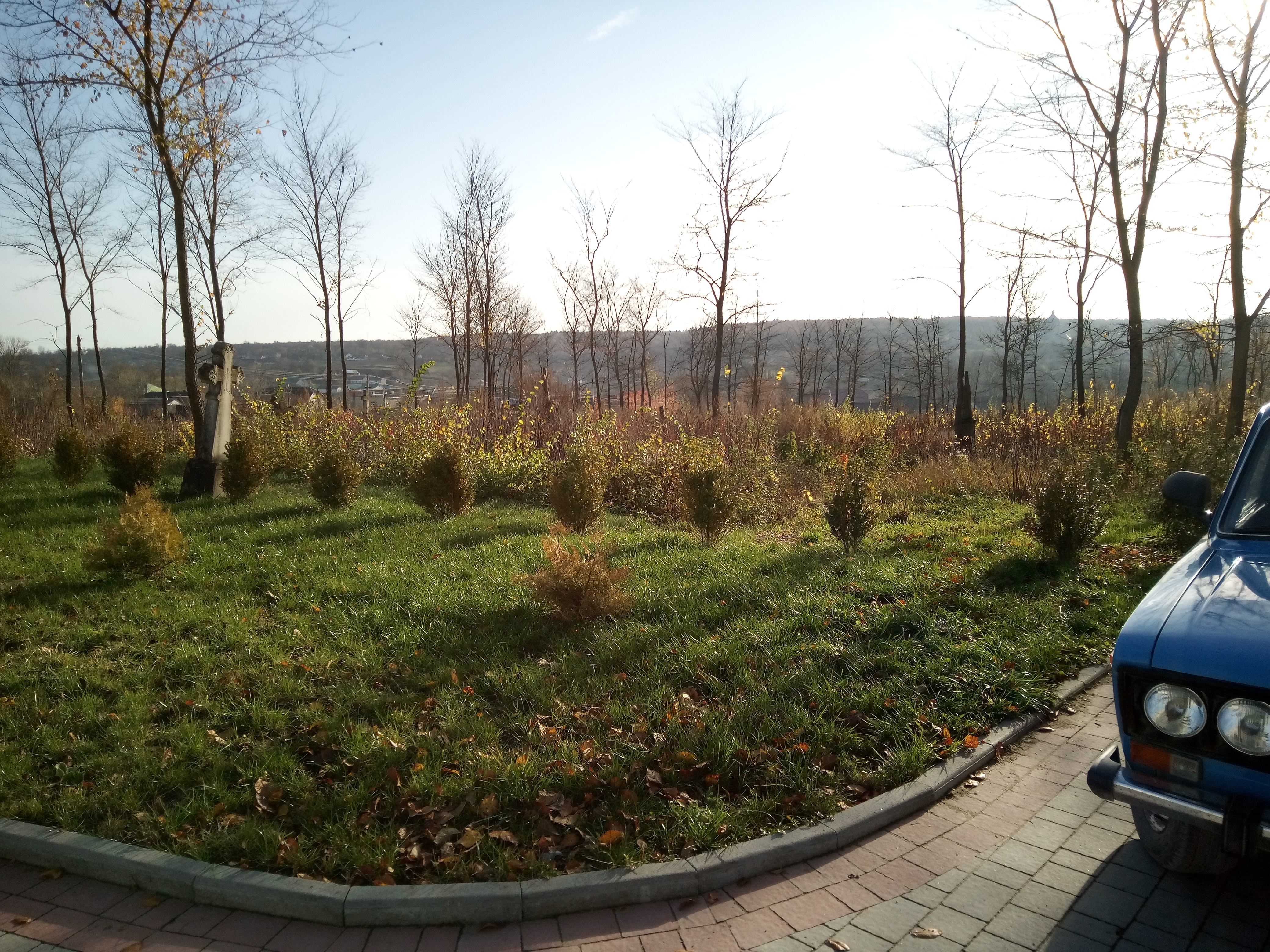
Старовиний Польський Цвентар Села Великі Чорнокінці
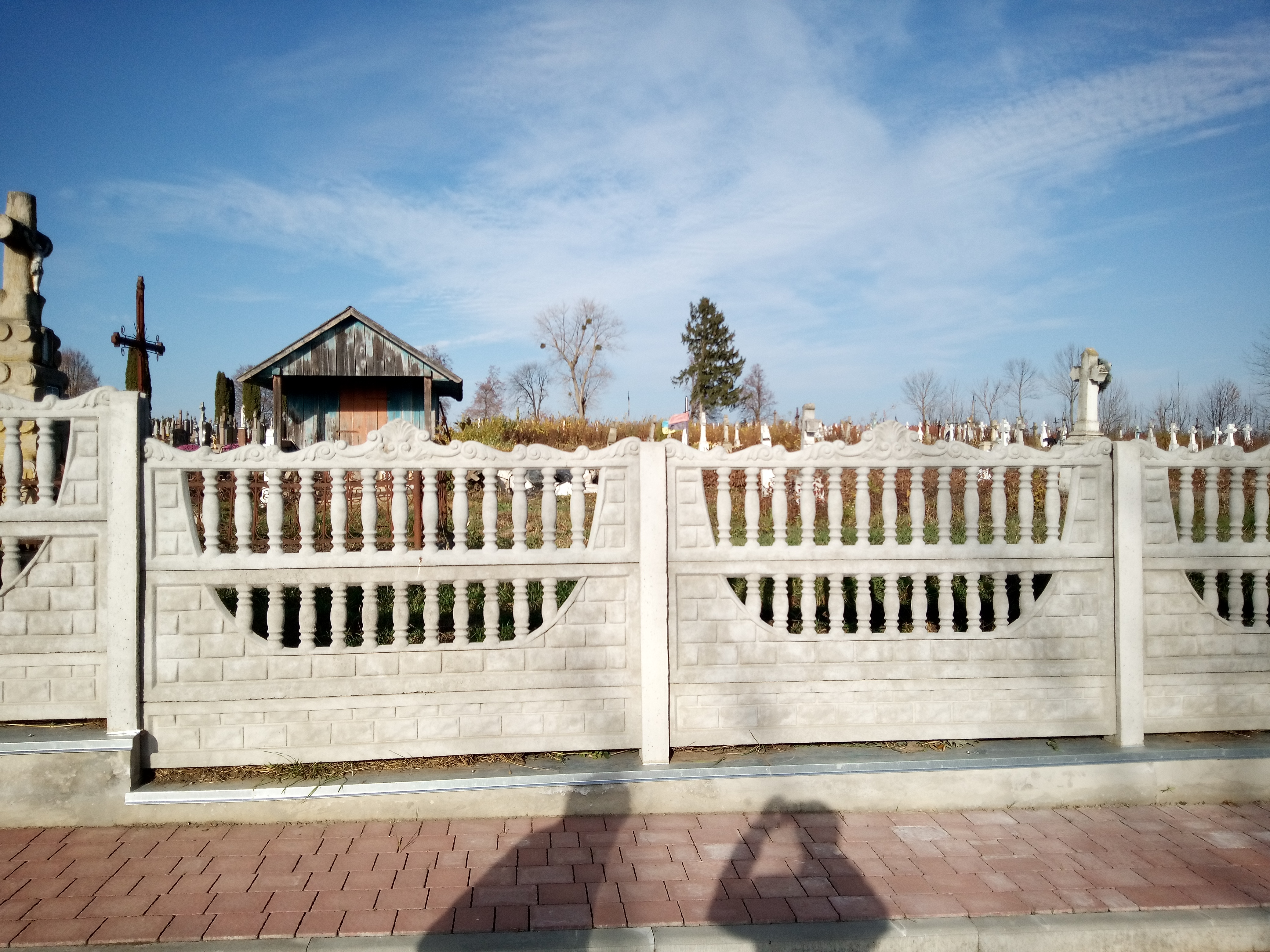
Цвинтар Села Великі чорнокінці
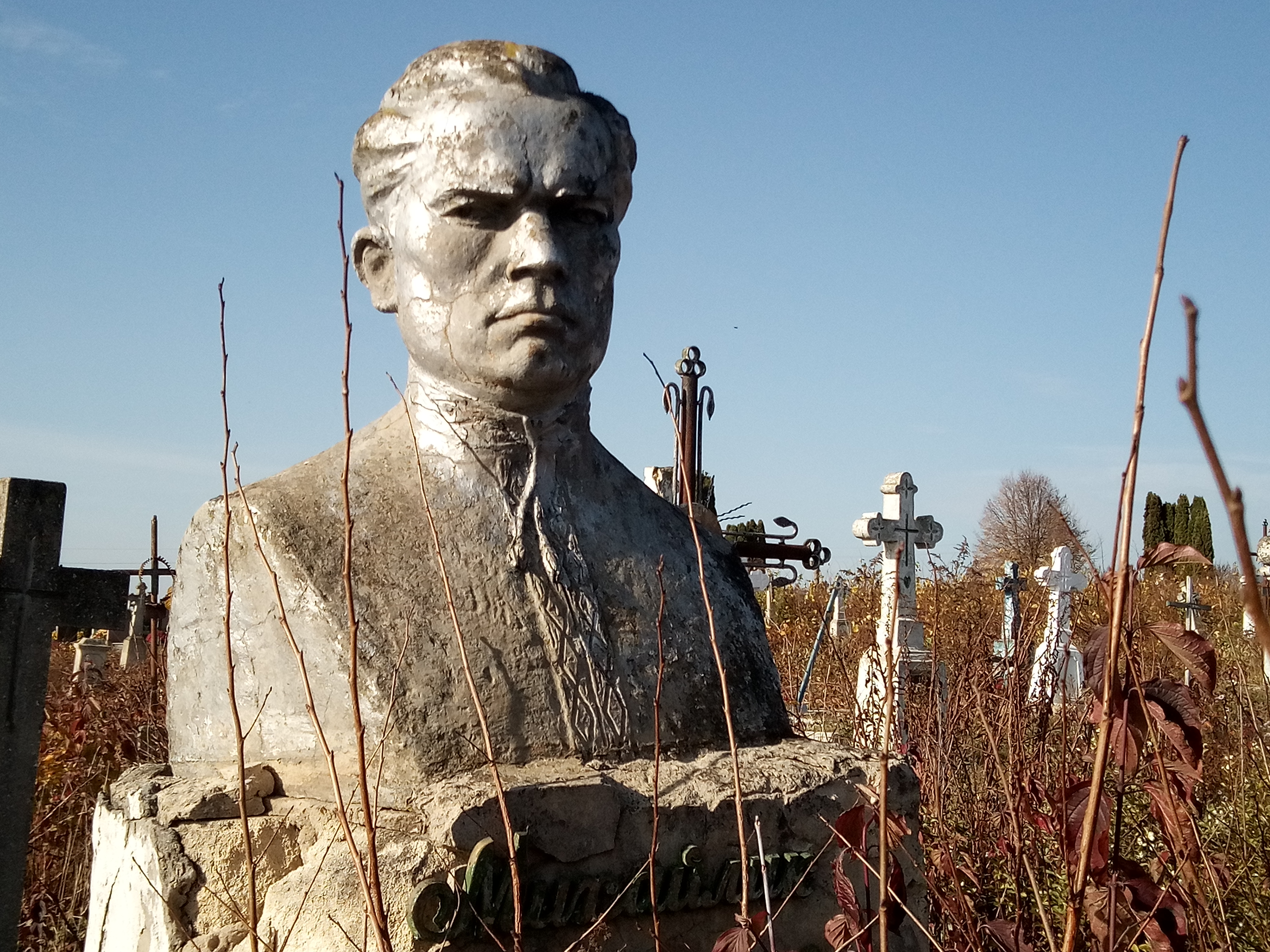
Могила Петра Курніка Героя СРСР Та Засновник Вулиці Курніка Великих Чурнукунцях